# نقض حقوق بشر توسط جمهوری اسلامی ایران

نگاره پیکر بی‌جان کشته‌شدگان سینما رکس آبادان در این فاجعه بیش از ۵۰۰ نفر از تماشاگران که اکثراً زن و کودک بودند، در آتش‌سوزی جان‌باختند

نقض حقوق بشر توسط نظام جمهوری اسلامی ایران - که در میان مخالفان جمهوری اسلامی ایران با عبارت «جنایات جمهوری اسلامی ایران» شناخته می‌شود - مجموعه اقداماتی است از سوی نظام جمهوری اسلامی ایران یا نیروهای نیابتی و مورد پشتیبانی آن برای حفظ و تقویت نظام جمهوری اسلامی ایران، انتقام‌گیری از مخالفان یا کمک به متحدان خود، از آغاز انقلاب ۱۳۵۷ ایران که تا کنون در جریان است و باعث آسیب به بسیاری از مردم و نیز نقض حقوق اساسی بشر شده‌است. نظام جمهوری اسلامی ایران از چند جهت، متهم به نقض حقوق بشر است؛ این اتهامات در برخی موارد، جنبهٔ دینی و در برخی موارد دیگر، جنبهٔ سیاسی دارد و گاهی نیز دربردارنده هر دو. برخی از سیاست‌مداران، همانند محمود احمدی‌نژاد صرفاً متهم به جنایات جنگی هستند؛ در حالی‌که برخی دیگر از مسئولان جمهوری اسلامی ایران، برای اتهامات تروریستی، تحت تعقیب مراجع قضایی بین‌المللی، همانند پلیس بین‌الملل قرار دارند. از نخستین روزهای انقلاب اسلامی به بعد، نظام جمهوری اسلامی ایران، احکامی همچون: بریدن انگشتان دست، قطع دست و پا، گردن‌زنی، پرتاب از بلندی، سنگسار، ترورهای سازمان‌یافته و حکومتی، تیرباران و اعدام فردی و گروهی مخالفان با طناب دار را اجرا کرده‌است.
وضعیت حقوق بشر در جمهوری اسلامی ایران از جانب ایرانیان و از جانب فعالان حقوق بشر، نویسندگان و سازمان‌های مردم‌نهاد بین‌المللی، مورد انتقاد قرار گرفته‌است. در دوران حکومت جمهوری اسلامی ایران، مجمع عمومی سازمان ملل متحد به‌جز دو سال، همه ساله، قطعنامه‌ای در مورد نقض حقوق بشر به‌وسیلهٔ حکومت جمهوری اسلامی، صادر کرده‌است. در قطع‌نامهٔ مجمع عمومی سازمان ملل متحد به شمارهٔ A/RES/۶۴/۱۷۶ که در فروردین ۱۳۸۹ منتشر شد، این مجمع ایران را در بسیاری موارد محکوم کرد؛ از جمله، در رویارویی دولت با معترضان نتایج انتخابات ریاست جمهوری ایران (۱۳۸۸). حکومت جمهوری اسلامی ایران به‌گونهٔ سختگیرانه‌ای آزادی‌های مدنی از جمله، آزادی سخنرانی، مطبوعات، تجمعات، انجمن‌ها و آزادی‌های شخصی را زیر پا می‌گذارد و در مسیر آزادی‌های مذهبی نیز مانع ایجاد کرده‌است.
ایران، قرارداد عضویت (به انگلیسی: ratification) در دیوان کیفری بین‌المللی را رسماً نپذیرفته‌است. برخی این سیاست عدم پذیرش ایران را ناشی از ترس دولت‌مردان ایران از محاکمه در این دادگاه دانسته‌اند. جمهوری اسلامی ایران به‌همراه بازوی سیاسی–نظامی آن که سپاه پاسداران است، به اعدام دسته‌جمعی زندانیان عقیدتی-سیاسی ایران در تابستان ۱۳۶۷، قتل‌های زنجیره‌ای ایران، عملیات‌های تروریستی خارجی، همکاری با رژیم بشار اسد، یهودستیزی، سادات‌سالاری جنگ‌افروزی در سوریه، عراق و یمن و چند کشور دیگر، همچنین سرکوب اعتراضات، اعدام معترضان، حمله وحشیانه به مردم در خیابان‌ها، به‌کارگیری اسلحه ساچمه‌ای و جنگی علیه مردم معترض و بی دفاع و موارد زیادی نقض حقوق مردم ایران و مواردی از این دست متهم شده‌است.
۳ آوریل ۲۰۲۵ در جلسه رای‌گیری، شورای حقوق بشر سازمان ملل، مأموریت مای ساتو، گزارشگر ویژۀ این شورا در امور ایران و و کمیتۀ حقیقت‌یاب اعتراضات ایران را با تصویب قطعنامه‌ای تمدید کرد.

## پیشینه
با شروع جنبش اسلامی در ایران و آتش زدن سینما رکس آبادان در ۲۸ مرداد ۱۳۵۷ به دست مسلمانان بنیادگرا، چرخشی مهم در نخستین خصیصهٔ تروریسم اسلامی روی داد. با واقعهٔ سینما رکس آبادان برای اولین بار مردم عادی هدف سوءقصد اسلامگرایان قرار گرفتند و حدود ۴۰۰ نفر از شهروندان عادی ایران به دست اسلامگرایان در آتش سوزانده شدند. این فاجعه بهانه‌ای بود برای سامان بخشیدن و گسترش دادن انقلاب ۱۳۵۷ ایران؛ در ابتدا سید روح‌الله خمینی بدون هیچ مدرک و سندی، مقصر این آتش‌سوزی را ساواک و محمدرضاشاه دانست. سپس حسین تکبعلی‌زاده مجرم شناخته شد.

## نقض حریم شخصی
در سال ۲۰۰۷ [۸۶-۱۳۸۵ خورشیدی] نیروهای انتظامی ۱۵۰ هزار نفر را در جریان مبارزه با بدحجابی دستگیر و آن‌ها را مجبور به نوشتن «تعهدنامه» کردند تا ضوابط پوشش را مطابق با استانداردهای دولتی مراعات کنند.
همچنین در این سال، پلیس امنیت فرودگاه‌های ایران، بیش از ۱۷٬۰۰۰ نفر از مردمی را که در فرودگاه‌های کشور تردد کرده‌اند، به دلیل تفاوت پوششان متوقف کرده و مورد بازخواست قرار داد و ۸۵۰ زن را نیز بازداشت و مجبور به امضای تعهدنامه کرد. ۱۳۰ نفر دیگر نیز توسط مقامات قضایی، مورد پیگرد قرارگرفته‌اند.

## نقض حقوق صنف‌ها و گروه‌ها
در جمهوری اسلامی، حقوق آموزگاران، دانشجویان، کنشگران محیط زیست و حقوق بشر، کارگران و رانندگان…، نقض می‌شود.

## نژادپرستی و نژادستیزی مخفیانه
در ایران به‌ویژه پس از انقلاب ۱۳۵۷ تنفر از دین و نژاد یهود رشد کرده‌است. همچنین سیدسالاری و گرایش به احترام بدون علت محکم به سادات، تقدس‌گرایی سادات، داشتن پیشوند سید قبل از اسم، داشتن مقام‌های بالا از جمله اینکه مقام رهبری در عرف باید سید باشد، موجب تبعیض بی‌چون و چرا واقع شده‌است.

## نقض حقوق اقلیت‌های عقیدتی (دینی و فرادینی)، قومی، زبانی و جنسیتی
«بسمه تعالی. انا للَّه و انا الیه راجعون. به اطلاع مسلمانان غیور سراسر جهان می‌رسانم مؤلف کتاب «آیات شیطانی» -که علیه اسلام و پیامبر و قرآن، تنظیم و چاپ و منتشر شده‌است-همچنین ناشرین مطلع از محتوای آن، محکوم به اعدام می‌باشند. از مسلمانان غیور می‌خواهم تا در هر نقطه که آنان را یافتند، سریعاً آن‌ها را اعدام نمایند تا دیگر کسی جرئت نکند به مقدسات مسلمین، توهین نماید و هر کس در این راه کشته شود، شهید است ان شاء الله. ضمناً اگر کسی دسترسی به مؤلف کتاب دارد؛ ولی خود، قدرت اعدام او را ندارد، او را به مردم، معرفی نماید تا به جزای اعمالش برسد؛ و السلام علیکم و رحمه الله و برکاته. روح‌الله الموسوی الخمینی».

فتوای خمینی برای کشتن سلمان رشدی و ناشران کتابش.

«یک بهائی، پر از اضطراب، دارد زندگی می‌کند. هیچ بهائی نمی‌تواند فکر کند که حتی برای متوفیانش سنگ قبرِ درست و حسابی بگذارد؛ تمام اماکن مقدسی که برای بهائیان وجود داشته، با خاک، یکسان شده. اموال بهائیان، غصب می‌شود به عنوان بیت‌المال؛ در سال‌های اولیهٔ انقلاب، ۲۰۰ نفر بهائی، تنها به خاطر بهائی بودن، کشته شدند. در سال[های] اخیر، دوباره، بهائی‌ها را زندانی می‌کنند».
شبنم طلوعی

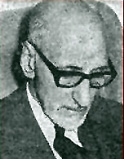
علی دشتی به دلیل انتشار کتاب ۲۳ سال، شکنجه و به اعدام، محکوم شد.

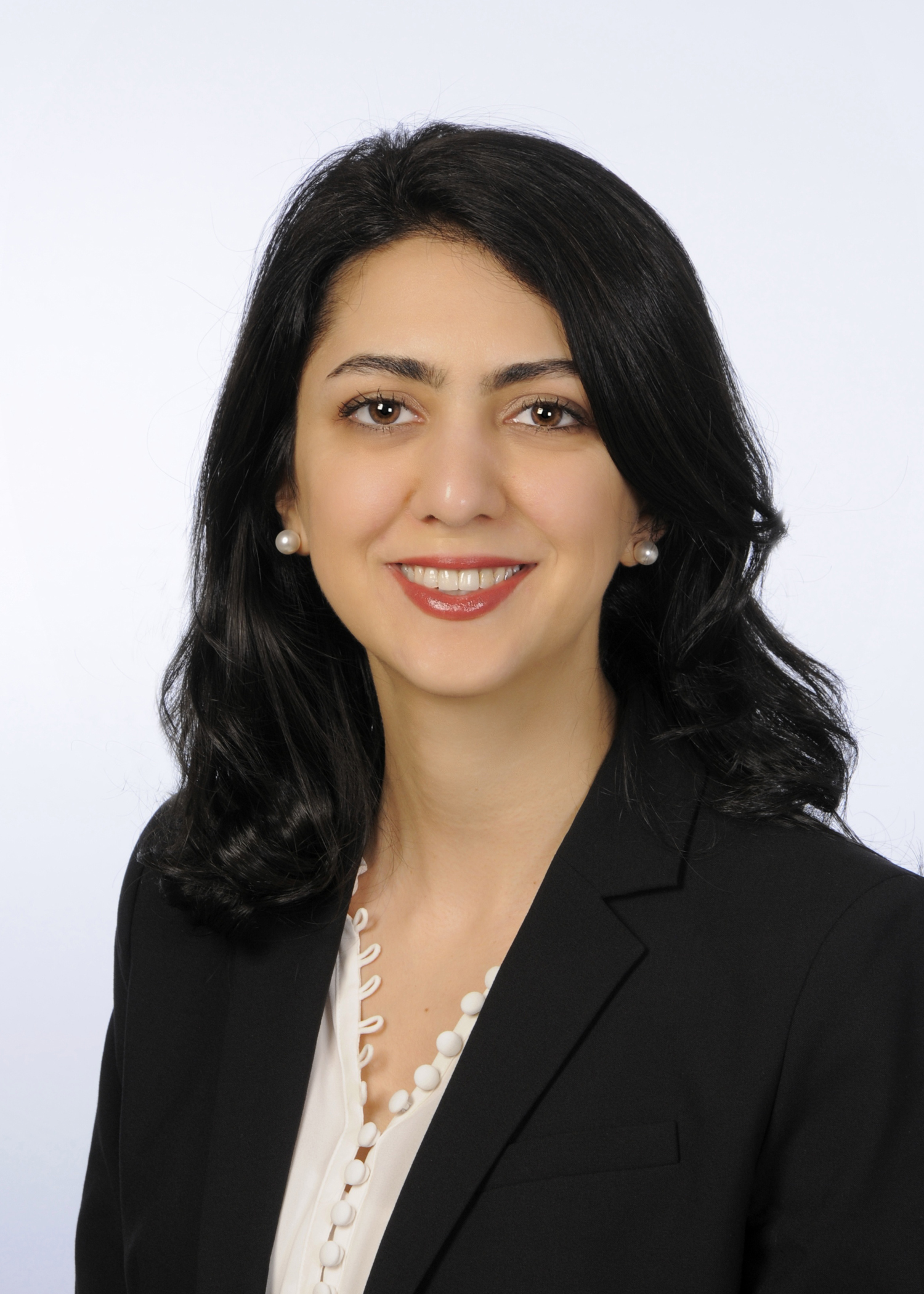
حبیب‌الله آشوری به اتهام ارتداد و مخالفت با حکومت، توسط حکومت جمهوری اسلامی، اعدام شد.

حسین سودمند نوکیش مسیحی‌ای که در زندان مشهد، به اتهام ارتداد، اعدام شد.

قربان دردی تورانی به دلیل گرویدن به مسیحیت، توسط حکومت جمهوری اسلامی، کشته شد.

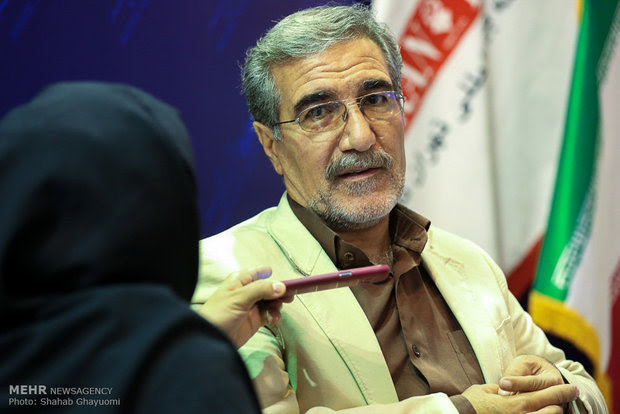
مهدی دیباج به دلیل گرویدن به مسیحیت، به دست برخی از مأموران جمهوری اسلامی، کشته شد.

در نظام جمهوری اسلامی ایران، خداناباوران، دین‌ناباوران، بهائیان، یارسانی‌ها، مندائیان، سیک‌های ایران، رائلیان، دراویش گنابادی و همهٔ مسلمانانی که به کیشِ دیگری بگروند (نوکیشان اسلام‌ناباور)، فاقدِ هرگونه حقوقِ شهروندی، قانونی و بشری هستند و به‌شدت، سرکوب می‌شوند.

### نقض حقوق زرتشتیان
زرتشتی‌ها مانند اقلیت‌های دیگر از سوی حکومت جمهوری اسلامی به گونه سازمان‌یافته آزار می‌بینند.
به دلیل تبعیض حکومتی، بیکاری گسترده، باعث افزایش فقر، سوءتغذیه و نیز کاهش ازدواج و جمعیت زرتشتیان (و اقلیت‌های دیگر) شده‌است.

### نقض حقوق مسیحیان
مسیحیان به ویژه نوکیش در حکومت جمهوری اسلامی، مورد آزار، محرومیت و حبس و شکنجه، قرار گرفته و حتی برخی‌شان ترور و کشته شده‌اند.

### نقض حقوق یهودیان
آمار یهودیان ایران-که در دوره پهلوی، ۶۵ هزار تا ۱۰۰ هزار تن بود-به دلیل افزایش آزار و تحقیر و سرکوب در دورهٔ حکومت جمهوری اسلامی به ۲۰ هزار نفر کاهش یافت.

### نقض حقوق منداییان
حقوق انسانی منداییان اقلیت‌های عقیدتی دیگر از سوی حکومت جمهوری اسلامی نقض می‌شود.

### نقض حقوق یارسانی‌ها
دین یارسان از سوی جمهوری اسلامی به رسمیت شناخته نمی‌شود و حقوق انسانی یارسانی‌ها (با اینکه بزرگ‌ترین اقلیت دینی ایران هستند) نیز به دلیل اهل کتاب نبودن پایمال می‌شود. به گونه‌ای که برخی‌شان به نشانه اعتراض به نقض حقوقشان خود را آتش زده و جان می‌بازند.

### نقض حقوق دین‌ناباوران و نوکیشان
«از پاسدارها هم شنیدم که می‌گفتند یک کاری می‌کنیم که این‌ها (کمونیست‌ها) یا نماز بخوانند یا بمیرند». (گفتار یکی از زندانیان عقیدتی-سیاسی دربارهٔ قتل‌عام زندانیان اسلام‌ناباور)

همه کسانی که از دین اسلام، روی‌گردان شوند، حکمشان اعدام است.
به گواهی یکی از جان‌به‌دربردگان قتل‌عام ۱۳۶۷، یکی از زندانیان (عقیدتی-سیاسی) به نام حسین طالقانی به دلیل اینکه به پرسش «آیا مسلمان هستی؟» پاسخ منفی داد اعدام شد.

### نقض حقوق دگرباشان جنسی
بر پایهٔ گزارش گزارشگر ویژه سازمان ملل متحد، در نظام جمهوری اسلامی ایران و بر پایهٔ احکامی اسلامی، حقوق دگرباشان جنسی، همچنان، با رفتارهای خشونت‌آمیز و به گونهٔ گسترده و سازمان‌دهی‌شده، نقض شده و حتی بر خشونت بر ضد همجنس‌گرایان را قانونی کرده‌اند که مواردی از این نقض حقوق، از سوی برخی از رسانه‌های خبری و سازمان‌های پشتیبان حقوق بشر، گزارش شده‌است.
در کشورهای اسلامی، از جمله، در نظام جمهوری اسلامی ایران، کیفر اقلیت‌های جنسی، شلاق... و حتی اعدام است.

## نقض حقوق نویسندگان و شاعران
در نظام جمهوری اسلامی ایران، حقوق انسانی نویسندگان و شاعران به ویژه دگراندیش و منتقد، مانند حقوق گروه‌های معترض دیگر، همچون: روشنفکران، هنرمندان، روزنامه‌نگاران، دانشجویان، آموزگاران، کارگران، اقلیت‌های قومی و دینی، وکیلان، فعالان حقوق بشر و زنان…، نقض می‌شود.
حکومت جمهوری اسلامی، شیوه‌های گوناگونی را برای واداشتن روزنامه‌نگاران و نویسندگان به سکوت و حذف صدای آنان از جامعه به کار برده‌است؛ از سانسور و توقیف رسانه و کتاب و قطع درآمد اقتصادی گرفته تا حبس و شکنجه و تبعید و کشتار؛ چه از راه ترور در بیرون از زندان و چه از راه صورت اعدام در زندان.
به گزارش خبرگزاری هرانا، ارگان خبری مجموعه فعالان حقوق بشر در ایران، به نقل از یک منبع مطلع «آقای قاسمی بجد در خصوص اتهامات مطروحه علیه خود به قضات دادگاه‌ها طی جلسات دادرسی اعلام کرده‌است که در طول مدت بازجویی، توسط بازجویان اطلاعات سپاه جهت اخذ اعترافات اجباری تحت فشار روحی و شکنجه قرار گرفته‌است.» آقای قاسمی بجد در دوران بازجویی تحت فشار و شکنجه و در سلول انفرادی، زندانی بود. تخلفاتی چون ممانعت از مصرف داروهای قلب، بیهوشی در پی مصرف داروهای اشتباهی، تهدید به آویزان کردن، تهدید به شکنجه خانواده و بازداشت مادر بیمارش نیز در این گزارش ذکر شده‌است.

## نقض حقوق هنرمندان
در سال‌های اخیر (دههٔ ۹۰) نیز مانند گذشته، موجی از سرکوب هنرمندان (به همراه سرکوب شاعران و نویسندگان…) آغاز شده‌است.

## نقض حقوق آموزگاران و نیز استادان دانشگاه
حکومت جمهوری اسلامی در راستای اسلامی‌سازی دانشگاه‌ها، از سال ۱۳۵۹ تا ۱۳۶۲، به اخراج و سرکوب حتی خونین دانشگاهیان ایران پرداخت که در پی آن، دانشگاه‌های سراسر کشور تا چند سال، تعطیل شدند و دانشجویان و استادان (دگراندیش، چپ (کمونیست)، بهائی... و هوادار حکومت پهلوی)، از دانشگاه‌ها اخراج شدند. در این رخداد، سه تن از دانشجویان، کشته شده و صدها تن نیز زخمی گشتند.

## نقض حقوق دانشجویان
تنها در درازای دو سال یعنی از فروردین ۱۳۸۸ تا شهریور ۱۳۹۰، در بیش از ۲٫۰۰۰ مورد، حقوق دانشجویان، نقض شده و نیز فضای دانشگاه‌ها پادگانی و امنیتی گردید.

## نقض حقوق وکیلان، حقوق‌دانان و فعالان حقوق بشر

### بازداشت دادخواهان سلامت
دو وکیل دادگستری به نام‌های مصطفی نیلی، آرش کیخسروی و یک فعال مدنی مهدی محمودیان از دادخواهان سلامت و نیز خواهان شکایت از سید علی خامنه‌ای به دلیل مدیریت نادرست در دوره همه‌گیری ویروس کرونا بازداشت شدند که البته ۲۳ سازمان حقوق بشری و اعضای جامعه مدنی در اعتراض به تداوم این بازداشت‌ها و نیز بازداشت‌های خودسرانه شهروندان در ایران، بیانه‌ای اعتراضی صادر کردند.

## نقض حقوق خبرنگاران و روزنامه‌نگاران
بر پایه دستیابی سازمان گزارشگران بدون مرز به ۱ میلیون و ۷۰۰ هزار سند از داده‌های دستگاه قضائی ایران-که آن‌ها را در اختیار شورای حقوق بشر سازمان ملل متحد قرار داده-به آمارهایی از زندانیان و اعدامشدگان عقیدتی و سیاسی از سال ۱۳۵۸ تا ۱۳۸۸ خورشیدی دست یافته‌است، از جمله، بازداشت یا اعدام ۸۶۰ روزنامه‌نگار و شهروند خبرنگار. که ۲۱۸ نفرشان زن بوده‌اند (۱۳۸۸–۱۳۵۹).
در ۵۰ سال اخیر، بیشترین شمار حکم اعدام را نظام جمهوری اسلامی ایران بر ضد روزنامه‌نگاران صادر و اجرا کرده‌است.

## نقض حقوق کارگران
«چهار کارگر، خودسوزی کردند، تنها برای [نگرفتن دستمزدشان یعنی] یک میلیون و دویست هزار تومان! لعنت به این زندگی!» (بخشی از گفتار اعتراضی اسماعیل بخشی در اعتراضات کارگری ۱۳۹۷ خوزستان)

در نظام جمهوری اسلامی ایران، حقوق انسانی کارگرانِ به ویژه معترض و زندانی، مانند حقوق انسانی معلمان، استادان دانشگاه، کنشگران سیاسی و مدنی و اقلیت‌های عقیدتی…، روزانه، نقض می‌شود. فعالان حقوق کارگران، مانند کارگران معترض در ایران، به دلیل اعتراض به نقض حقوق انسانی و صنفی‌شان، معمولاً، با سرکوب، روبه‌رو می‌شوند.

## نقض حقوق زنان

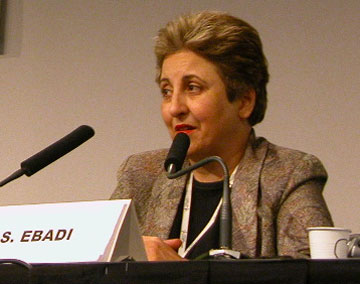
شیرین عبادی، فعال حقوق زنان و برنده جایزه صلح نوبل

زنان در نظام جمهوری اسلامی ایران از حقوق عادلانه، برخوردار نبوده و حقوقشان از جهات گوناگون، نقض می‌شود.
بر پایه گزارش دیده‌بان حقوق بشر، طرحی که با نام «جوانی جمعیت و حمایت از خانواده» در دستور کار دولت جمهوری اسلامی، قرار گرفته، حقوق زنان را بیش از پیش، نقض می‌کند.
کمیته حقیقت یاب سازمان ملل در جمعه ۱۸ اسفند ۱۴۰۲ اعلام نمود <تبعیض و سرکوب زنان ایران مصداق جنایت علیه بشریت است> کمیته مستقل حقیقت‌یاب سازمان ملل به صورت شفاف تأکید نموده «بسیاری از موارد جدی نقض حقوق بشر که درگزارش حاضر تصریح شده‌اند، مصداق جنایات علیه بشریت، به‌ویژه جرایم قتل، حبس، شکنجه، تجاوز و سایر اشکال خشونت جنسی، آزار و تعقیب، ناپدیدسازی‌های قهری و سایر اعمال غیرانسانی بوده که به عنوان بخشی از یک حمله گسترده و سازمان‌یافته علیه جمعی از غیرنظامیان، یعنی زنان و دختران و سایر افراد حامی حقوق بشر، ارتکاب یافته‌اند». کمیته بر اساس «دلایل معقول» از «کلیت رفتار مقامات جمهوری اسلامی، از جمله، بیانیه‌های مقامات دولتی، ادامه یافتن بهره‌مندی مرتکبین نقض حقوق بشر از معافیت از مجازات و عدم محکومیت چنان رفتاری از سوی حکومت استنتاج می‌کند که اعمال ارتکابی در جهت پیشبرد سیاست دولت بوده است».
همچنین «کمیته به ویژه مجاب شده است که این حملات توسط و با هماهنگی نهادهای مختلف حکومت جمهوری اسلامی و سرمایه‌گذاری مقادیر قابل توجهی از منابع کشور، برنامه‌ریزی و هدایت شده و سازمان یافته‌اند».

## نقض حقوق کودکان
در نظام جمهوری اسلامی ایران، حقوق کودکان از راه‌هایی همچون: اعدام، کار، محرومیت از تحصیل، کودک‌همسری و کودک‌سربازی…، نقض می‌شود.

## نقض حقوق شهروندان خارجی و دوتابعیتی
نهادهای اطلاعاتی جمهوری اسلامی به ویژه سپاه پاسداران انقلاب اسلامی با دو هدف یعنی باج‌گیری، چانه‌زنی و کسب امتیاز در خواسته‌های سیاسی و اقتصادی با کشورهای غربی و نیز، ایجاد مانع برای بازگشت ایرانی‌های مقیم خارج با هدف جلوگیری از ورود فرهنگ غربی به ایران، شهروندان دوتابعیتی و خارجی را در ایران و لبنان... آن‌هم به گونه هدفمند و سازمان‌یافته، با پرونده‌سازی و با توجه به ملیت یا موقعیت اجتماعی‌شان را به‌عنوان گروگان (دیپلماسی گروگان‌گیری) بازداشت کرده و به حبس‌های طولانی محکوم می‌کنند.

## نقض حقوق حوزویان
«باید در خانه‌اش محبوس باشد تا با مرضش بپوسد و بمیرد.» (گفتهٔ سید روح‌الله خمینی دربارهٔ سید محمدکاظم شریعتمداری)

«کمی قبل از فوت آیت‌الله آذری قمی، من (محمد مؤمن) به دیدار آقا (سید علی خامنه‌ای) رفتم و از ایشان درخواست کردم [که] اگر اجازه بفرمایند، حصر بیت آیت‌الله آذری برداشته شود تا بلکه ایشان بتواند برای درمان بیماری حادّش روانه بیمارستان گردد که در غیر این صورت در مورد ایشان بیم جانی می‌رود. آقا [خامنه‌ای] در پاسخ خواستهٔ من گفتند: به دَرَک!»

## پایمال‌شدن حقوق نظامیان
در دوره جمهوری اسلامی، نظامیان بهائی، زرتشتی، مسیحی و یهودی... از ارتش اخراج شدند. بسیاری از پرسنل دیگر ارتش نیز وادار به پذیرش دین اسلام شدند؛ هر چند ده‌ها سال تلاش حکومت جمهوری اسلامی برای اسلامی‌سازی ارتش، چندان مؤثر نبوده‌است.

## رد گسترده صلاحیت درخواست‌کنندگان نامزدی سیاسی
در دی ماه ۱۳۸۶ وزارت کشور ایران درخواست بیش از ۲۰۰۰ تن از ۷۵۹۷ متقاضی نامزدی هشتمین دوره انتخابات مجلس شورای اسلامی را رد کرد. وزارت کشور دلایل رد صلاحیت آن‌ها مواردی از جمله «دارای پرونده قضایی»، «توهین به مقدسات اسلامی»، «نقض حقوق شهروندان» برشمرد. اکثر نامزدهای رد صلاحیت شده با گروه‌های اصلاح طلب به‌خصوص گروه‌های نزدیک به محمد خاتمی مرتبط بودند. اکثریت نامزدهای تأیید شده را افراد موسوم به اصولگرا تشکیل می‌دادند. البته در این زمان دولت جمهوری اسلامی، دولت روحانی، اصلاح طلب بود.

## مخالفت خامنه‌ای با سند ۲۰۳۰ یونسکو
در تاریخ ۲۳ خرداد ۱۳۹۶ شورای انقلاب فرهنگی دولت ایران، اجرای سند ۲۰۳۰ یونسکو را از دستور کار دولت، خارج کرد. این تصمیم، پس از آن گرفته شد که خامنه‌ای رهبر جمهوری اسلامی ایران در ۱۷ اردیبهشت ۱۳۹۶ اجرای این سند را «غیرمجاز» و مغایر با اسلام و قرآن، اعلام کرد.
رهبر جمهوری اسلامی در انتقاد از سند یونسکو گفت: «اینجا جمهوری اسلامی ایران است و در این کشور مبنا اسلام و قرآن است. اینجا جایی نیست که سبک زندگی معیوب و ویرانگر و فاسد غربی بتواند اعمال نفوذ کند. در نظام جمهوری اسلامی پذیرش چنین سندی، معنا ندارد.»

## آزادی بیان

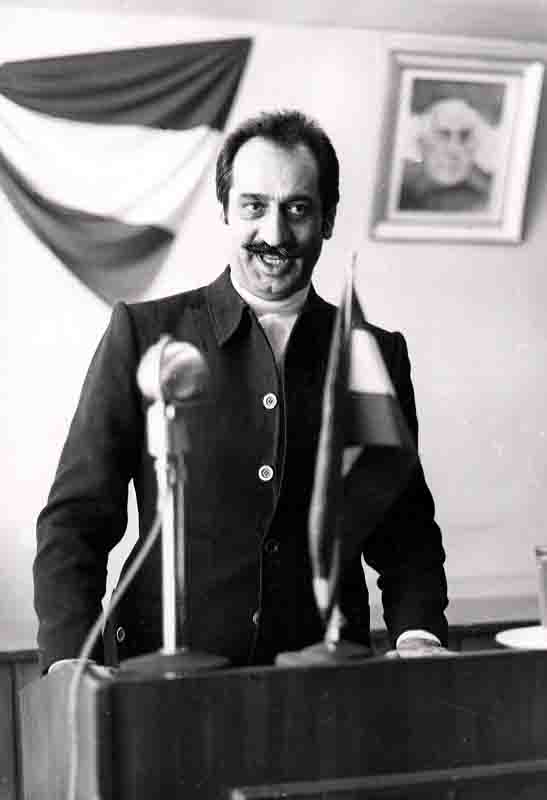
داریوش فروهر یکی از قربانیان قتل‌های زنجیره‌ای.

در ایران قوانین و دستورالعمل‌هایی چون مواد ۵۱۳ و ۵۱۴ قانون مجازات اسلامی باعث تحمیل مجازات در حوزه بیان آزادانه افکار می‌شود همچنین ابهامات مربوط به قوانین امنیتی چون مواد ۵۱۰٬۶۱۰ و ۶۱۸ قانون مجازات اسلامی محدودیت‌هایی در زمینه برخورداری از حق برگزاری تجمعات و گردهمایی‌های مسالمت‌آمیز ایجاد می‌کند.

## محدود کردن آزادی گردش اطلاعات اینترنتی
نظام جمهوری اسلامی ایران به دلیل سانسور سایبری و محدود کردن آزادی گردش اطلاعات در ایران از راه فیلترینگ در فضای مجازی، بارها مورد انتقاد قرار گرفته‌است.

## نقض آزادی اجتماعی
در حکومت جمهوری اسلامی، از دوره اعتراضات خیابانی زنان معترض به حجاب اجباری در اسفند ۱۳۵۷ تا دوره اعتراضات مدنی دختران خیابان انقلاب و پس از آن، رعایت نکردن حجاب اسلامی، به شدت سرکوب شده‌اند.

## نقض آزادی فرهنگی و اندیشه‌ای
در جمهوری اسلامی، انتشار کتاب‌های مخالف دین اسلام و جمهوری اسلامی، ممنوع است و ناشران و پخش کنندگان چنین کتاب‌هایی توسط مأموران امنیتی، بازداشت می‌شوند. تنها در درازای دو ماه در سال ۱۳۹۷، بیش از یک میلیون جلد کتاب، ضبط شده‌است.

## نقض حقوق قربانیان تجاوز جنسی با جانبداری از متهمانِ به تجاوز
قوه قضاییه حکومت جمهوری اسلامی، محمد گندم‌نژاد طوسی (سعید طوسی؛ یکی از قاریان بیت سید علی خامنه‌ای) از اتّهام تجاوز جنسی به کودکان و نوجوانان را تبرئه کرد؛ با اینکه شاکیان، رضایت نداده بودند و نیز با افشای سندی از سوی یکی از نمایندگان مجلس شورای اسلامی، خود طوسی، پیش‌تر، به این مسئله، اعتراف کرده بود.
با اینکه به دلیل شکایت خانواده برخی از نوجوانان مورد «تجاوز جنسی»، سعید طوسی، تحت تعقیب قضایی قرار گرفته بود؛ سرانجام، با دخالت مسئول وقت ارتباطات دفتر سید علی خامنه‌ای و نیز رئیس قوه قضائیه و دادستان تهران، برای وی قرار منع تعقیب، صادر شده‌است.

## دستگیری، زندان، شکنجه و اعتراف اجباری
در نظام جمهوری اسلامی ایران، منتقدان عقیدتی و سیاسی و مدنی…، بازداشت و حتی زندانی و شکنجه می‌شوند.

### آزار و تجاوز جنسی
بر پایهٔ گزارشگر ویژه سازمان ملل متحد در امور حقوق بشر ایران، در گزارش خود از شکنجه و تجاوز جنسی در زندان‌های ایران و نیز سرکوب سازماندهی‌شده اقلیت‌های دینی، قومی و جنسی در این کشور، انتقاد کرده‌است.

### برخی از شیوه‌های شکنجه
بر پایهٔ گزارش عفو بین‌الملل، بازجویان وابسته به تشکیلات اطلاعاتی و امنیتی و مأموران زندان‌ها، بازداشت‌شدگان، از جمله کودکان، با شیوه‌هایی شکنجه کرده‌اند؛ با شیوه‌هایی همچون:
1. برهنه کردن زندانیان و پاشیدن آب سرد بر بدن‌شان
2. نگه داشتن بازداشت‌شدگان به‌طور مستمر و به مدت طولانی در معرض گرما یا سرمای شدید و بمباران آنها با نور تند و صداهای گوشخراش
3. کشیدن ناخن‌های انگشتان دست و پا
4. برهنه سازی اجباری
5. دشنام‌های جنسی
6. آزار جنسی وحشیانه همچون تجاوز جنسی به زندانیان به خصوص زنانِ زندانی مانند زهرا کاظمی و همچنین وارد کردن ضربات متعدد به قسمت‌های آسیب‌پذیر بدن همچون دستگاه تناسلی
7. اسپری فلفل زدن به نقاط مختلف بدن
8. تزریق یا خوراندن اجباری مواد شیمیایی
9. شوک الکتریکی
10. القای حس خفگی با آب
11. اعدام‌های نمایشی و تهدید به مرگ
12. ضرب و جرح با مشت و لگد
13. چماق
14. شلنگ پلاستیکی
15. باتوم و کابل
16. زدن شلاق
17. محروم کردن از آب و غذا
18. کشیدن کیسه روی سر
19. اجبار به نشستن در حالت‌های دردآور
20. بازداشت کودکان
21. پاشیدن اسپری فلفل به ناحیه دستگاه تناسلی و وارد آوردن شوک الکتریکی به بیضه‌ها
22. آویزان کردن و نگه داشتن در وضعیت‌های دردناک

به نوشته این سازمان، بیشتر کسانی که عفو بین‌الملل با آن‌ها مصاحبه کرده تا هفته‌ها و ماه‌ها پس از وقوع اعتراضات در حالت شوک، ترومای روانی، اضطراب به سر می‌بردند.
به نوشته عفو بین‌الملل، نظام جمهوری اسلامی ایران برای سرکوب آن اقدام به قتل صدها نفر در خیابان‌ها و «دستگیری هزاران مرد، زن و کودک بین ۱۰ تا ۱۸ سال در چند روز» کرد. یافته‌های عفو بین‌الملل حاکی از:
1. وجود بازداشتگاه‌های مخفی و امنیتی
2. بی‌خبر نگاه داشتن خانواده‌ها
3. موارد ادامه‌دار ناپدید کردن قهری
4. حبس انفرادی طولانی‌مدت
5. سلب دسترسی به خدمات درمانی

و شرایط غیرانسانی در بازداشتگاه‌های این معترضان است.
همچنین، در این گزارش، آمده‌است:
1. شکنجه‌های روانی
2. اعترافات اجباری
3. نداشتن وکیل و نبود روند دادرسی
4. بازداشت‌های خودسرانه
5. عدم تحقیق و پاسخگویی
6. تخریب چهره معترضان
7. تجلیل از آمران و عاملان سرکوب و شکنجه.[۱۴۵]

## وضعیت زندان‌ها
عفو بین‌الملل شرایط زندان‌های ایران را از نظر امکانات «بی‌رحمانه و غیرانسانی» توصیف کرده و به مواردی چون «کمبود امکانات تهویه هوای مناسب، سرویس‌های بهداشتی کثیف و ناکافی، کمبود مواد شوینده لازم برای شستن ظروف و لباس‌های زندانیان، کمبود آب شرب، غذای کم کیفیت و کمبود شدید تختخواب» اشاره کرده‌است.

### وضعیت زندان‌ها در دورهٔ کروناویروس
مقامات قوه قضاییه نظام جمهوری اسلامی ایران، بیماری کرونا را به عنوان ابزاری برای شکنجه بر ضد زندانیان سیاسی به کار گرفته‌اند.
برخلاف زندانیان دیگر، زندانیانی سیاسی دارای محکومیت بالاتر از پنج سال از حق مرخصی در دورهٔ کرونا هم محروم هستند.
بنیاد برومند در یک گزارش مفصل دربارهٔ زندان‌های ایران، وضعیت شیوع ویروس کرونا را «بحرانی» توصیف کرده و می‌گوید که حکومت جمهوری اسلامی با زیر پا گذاشتن تعهدات بین‌المللی دربارهٔ حق حیات و برخورداری از سلامت زندانیان، کاملاً غیرمسئولانه رفتار می‌کند.

### زندانیان کشته‌شده در زندان‌های ایران
«کشتن زندانیان سیاسی به روش‌ها و ابزارهای مختلف در چند سال اخیر، یک روند تکراری در حکومت ضد بشری جمهوری اسلامی به منظور تزریق ارعاب و ترس به جامعه است». (بیانیه گروهی از زندانیان سیاسی تهران)

شمار قابل توجهی از زندانیان در زندان‌های حکومت جمهوری اسلامی ایران، زیر شکنجه، کشته شده‌اند.
نام‌های برخی از آنان عبارت است از: کاووس سیدامامی (۱۳۹۶)، وحید حیدری (۱۳۹۶)، سینا قنبری (۱۳۹۶)، سارو قهرمانی (۱۳۹۶)، زهرا بنی‌یعقوب (۱۳۸۶)، ابراهیم لطف‌اللهی (۱۳۸۶) و زهرا کاظمی (۱۳۸۲)...
کانون نویسندگان ایران در بیانیه‌ای، ابتلای برخی از زندانیان (عقیدتی و سیاسی) مانند بکتاش آبتین را نتیجهٔ عملکرد مسئولان زندان‌ها و نیز نظام جمهوری اسلامی ایران اعلام کرد.

#### آمار زندانیان کشته‌شده
بر پایه گزارش عفو بین‌الملل، مسئولان نظام جمهوری اسلامی ایران از پاسخگویی دربارهٔ مرگ ۷۲ انسان در زندان‌های ایران، سر باز زده‌اند.

## اعدام

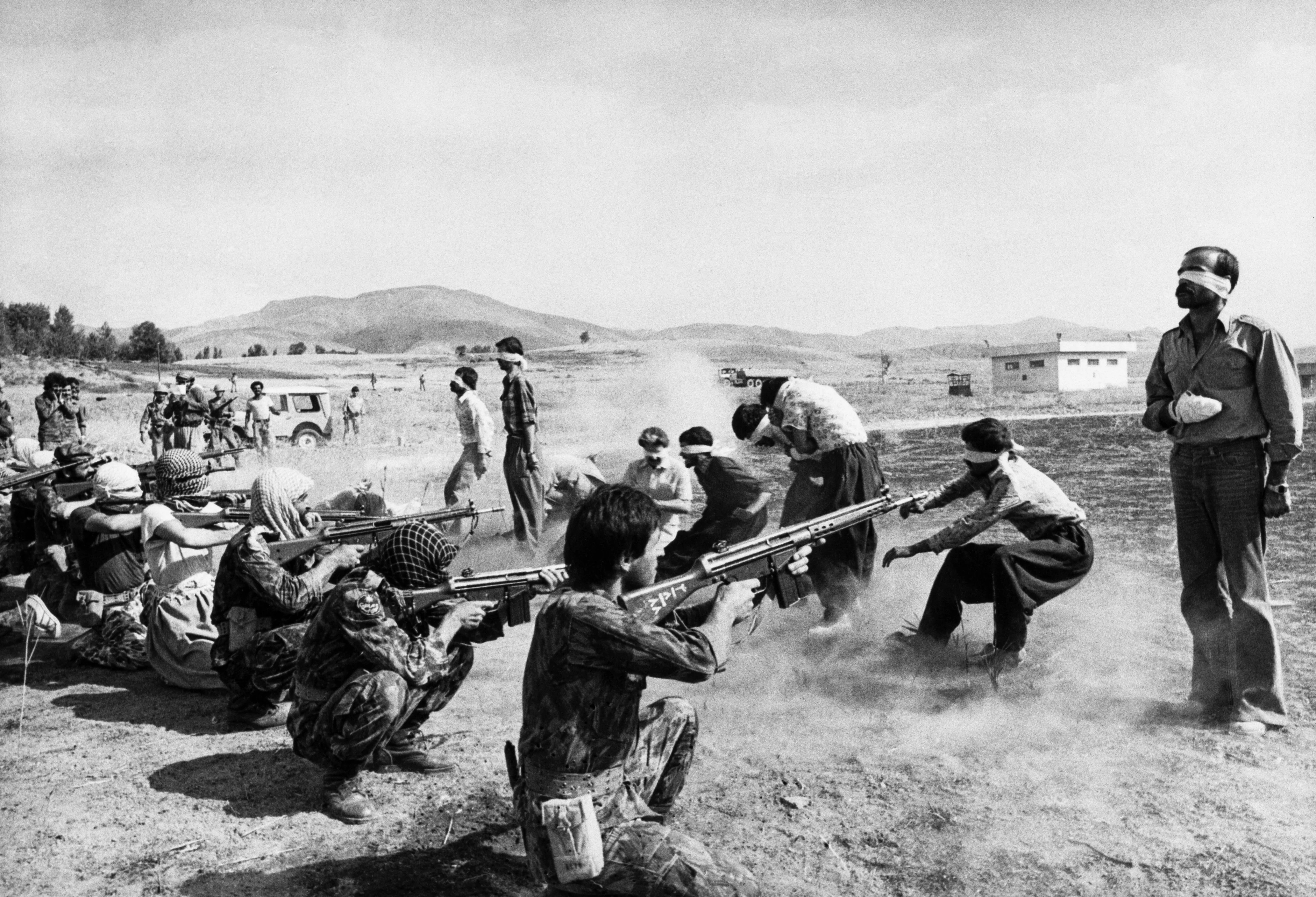
کردستان؛ فرودگاه سنندج؛ تیرباران پیشمرگان کردجهانگیر رزمی با گرفتن این عکس از «جوخه آتش در ایران» برنده جایزه پولیتزر ۱۹۸۰ میلادی شد

تعداد اعدام‌های در ایران از سال ۲۰۰۴ تا ۲۰۱۳ طبق گزارش احمد شهید

در قانون مجازات اسلامی ایران اقسام اعدام‌ها و شکنجه‌های غیرمعمول وجود دارد. از جمله شلاق‌زنی و سنگسار؛ می‌توان به سنگسار در تاکستان اشاره کرد. جریان سنگسار تاکستان به بررسی اتهام رابطه نامشروع زوج ۴۷ و ۴۳ ساله به نام جعفر کیانی و مکرمه ابراهیمی می‌پرداخت که بر اساس حکم دستگاه قضایی ایران در سال ۱۳۷۵ به اتهام داشتن روابط نامشروع به سنگسار (رجم) محکوم شدند. متهمان بیش از ۱۱ سال را در انتظار اجرای حکم در زندان چوبین قزوین گذراندند. این پرونده در سال ۱۳۸۶ با سنگسار کیانی و آزادی ابراهیمی خاتمه یافت. در خرداد ۱۳۸۶ در حالی‌که زمینه‌های لازم برای اجرای حکم سنگسار در تاکستان آماده بود با دستور شبانهٔ رئیس کل دادگستری استان قزوین متوقف شد. طرفداران حقوق بشر، فعالان اجتماعی و برخی از وکلا، پس از آگاه شدن از این رویداد تلاشهای وسیعی برای جلوگیری از اجرای حکم انجام دادند. در اثر این تلاشها رئیس قوهٔ قضائیه وعدهٔ تعویق اجرای حکم را داد. با این‌حال در ۱۴ تیر ۱۳۸۶ اعلام شد حکم سنگسار جعفر کیانی در تاکستان اجرا شده‌است.

### اعدام‌های عقیدتی و سیاسی

مونا محمودنژاد یکی از بهائیانی بود که پس از انقلاب ۱۳۵۷، در هفده سالگی در ایران، اعدام شد. ده‌ها زن بهائی نیز با او اعدام شدند.

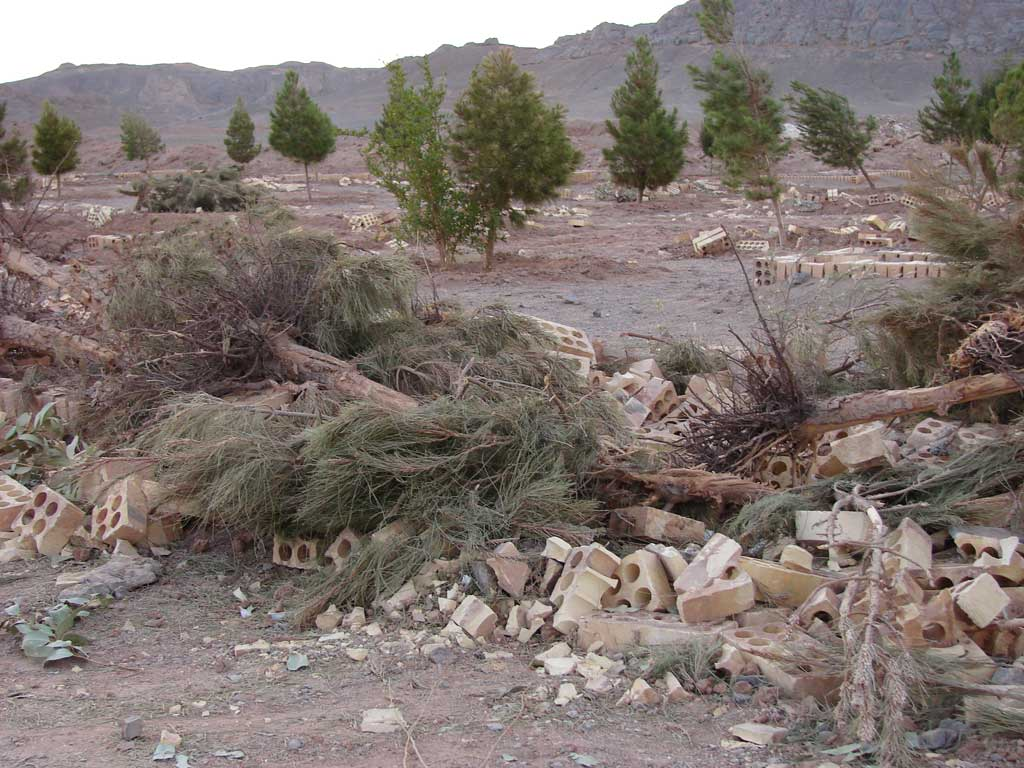
ویران کردن گورستان بهائیان در یزد توسط جمهوری اسلامی

- پس از انقلاب ۱۳۵۷، تعدادی از مقامات حکومت محمدرضا پهلوی، اعدام شدند. همچنین در تابستان ۱۳۶۷ خورشیدی، ۴٬۴۸۲[۱۶۰][۱۶۱] تن از زندانیان عقیدتی-سیاسی گروه‌های مخالف اسلام یا جمهوری اسلامی ایران، به دستور سید روح‌الله خمینی، قتل‌عام شدند.
- بنابر اخبار رسیده به رادیو فردا دو زندانی سیاسی کرد به نام‌های دیاکو رسول‌زاده و صابر شیخ عبدالله در بامداد روز سه‌شنبه ۲۴ تیر ۱۳۹۹ در زندان ارومیه اعدام شدند. رها بحرینی، پژوهشگر سازمان عفو بین‌الملل گفت که این دو زندانی تحت شکنجه و اعتراف اجباری قرار گرفتند ولی بارها گفته‌اند که در هیچ اقدام بمب‌گذاری شرکت نداشتند.[۱۶۲]
- در ۱۵ مرداد ۱۳۹۹ مصطفی صالحی، ۳۰ ساله، یکی از معترضان اعتراضات دی ماه ۱۳۹۶ که تا کنون در بازداشت بوده، در زندان دستگرد اصفهان اعدام شد. وی به اتهام کشتن یک پاسدار به اعدام محکوم شده، اما در جریان محاکمه این اتهام را رد کرده بود.[۱۶۳][۱۶۴]
- در ۶ دی ۱۳۹۹ عبدالحمید میربلوچ‌زهی، زندانی بلوچ، به اتهام شرکت در یک تیراندازی که منجر به کشته شدن دو پاسدار انجامید، اعدام شد. در حالی که دو روز قبل از اعاده دادرسی او خبر داده شده بود.[۱۶۵]
- صبح روز پنج‌شنبه ۱۱ دی ۱۳۹۹ سه زندانی اهل سنت به نام‌های «حمید راست‌بالا، کبیر سعادت جهانی و محمدعلی آرایش» به اتهام «بَغی از طریق عضویت در گروه سَلَفی حزب الفرقان و عضویت در جبهه همبستگی ملی اهل سنت ایران» در زندان وکیل‌آباد مشهد اعدام شدند. این اعدام‌ها به‌صورت ناگهانی بود و خانواده آنها از ملاقات آخر محروم شدند.[۱۶۶][۱۶۷]
- ۲ اردیبهشت ۱۴۰۰ دو زندانی در اراک به نام یوسف مهرداد، اهل اردبیل (هویت زندانی دیگر مشخص نیست) به اتهام‌های «توهین به مقدسات» و «سب‌النبی» (توهین به پیامبران) به اعدام محکوم شدند.[۱۶۸]
- بامداد سه‌شنبه ۱۶ مرداد ۱۴۰۳ رضا رسایی در زندان مرکزی کرمانشاه (دیزل‌آباد) بدون اطلاع به خانواده اعدام شد. وی در جریان اعتراضات ۱۴۰۱ در شهرستان صحنه کرمانشاه دستگیر و با اعتراف اجباری در زیر شکنجه به قتل رئیس اداره اطلاعات شهرستان «صحنه» متهم شد. نهادهای امنیتی اجازه دفن او را در صحنه به خانواده‌اش ندادند.[۱۶۹][۱۷۰][۱۷۱]

### اعدام‌های گروهی
در نظام جمهوری اسلامی ایران، اعدام‌های گروهی، از جمله، بر ضد زندانیان عقیدتی و سیاسی…، انجام می‌شود.

#### قتل‌عام سال ۱۳۶۷
«به این نتیجه رسیدیم که بالآخره بعد [از] سه روز مقاومت، ما را می‌کشند؛ پس، بهتر است [که] صبح، بگوییم ما مسلمان نیستیم تا هر چه زودتر خلاص شویم. صبح که ناصریان (محمد مقیسه) آمد، گفتیم ما مسلمان نیستیم. گفت غلط کردید که نیستید؛ اول [به دلیل نماز نخواندن] حسابی [شلاق] بخورید، بعد بمیرید». (خاطرهٔ یکی از بازماندگان قتل‌عام ۶۷ دربارهٔ شکنجه به دست یکی از حوزویان بازجو)

«بروید خدا را شکر کنید که زنده هستید. ما اگر می‌خواستیم فتوای امام [خمینی] را به‌طور کامل اجرا کنیم باید نصف مردم ایران را دستگیر و اعدام می‌کردیم». (گفتهٔ حمید نوری، یکی از عوامل قتل‌عام سال ۱۳۶۷ در خطاب به برخی از زندانیان)

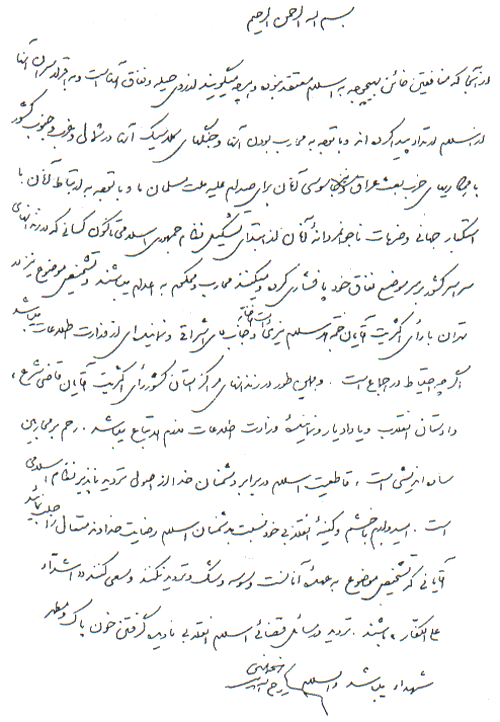
حکم سید روح‌الله خمینی برای قتل‌عام زندانیان عقیدتی-سیاسی در سال ۱۳۶۷

اعدام زندانیان عقیدتی-سیاسی سال ۱۳۶۷ کشتار جمعی بود که طی آن به فرمان سید روح‌الله خمینی، چندین هزار نفر از زندانیان سیاسی و عقیدتی در زندان‌های نظام جمهوری اسلامی ایران در ماه‌های مرداد و شهریور ۱۳۶۷ به شکلی مخفیانه، اعدام و در گورهای دسته‌جمعی دفن شدند.[۱] اکثریت کسانی که اعدام شدند از اعضای سازمان مجاهدین خلق بودند و گرچه حامیان دیگر گروه‌های چپ‌گرا مانند سازمان فداییان خلق ایران (اکثریت) و حزب توده نیز در میان آن‌ها وجود داشت.[۲][۳] نهادها و سازمان‌های مدافع حقوق بشر جرم زندانیان را همکاری با سازمان‌های مخالف نظام به خصوص سازمان مجاهدین خلق ایران و همچنین طیف‌های مختلفی از گروه‌های چپ، کمونیست و مارکسیست ذکر کرده‌اند.[۴][۵] اما مقامات جمهوری اسلامی اعدام آن‌ها را به دلایلی همچون کشف تشکیلات مرتبط با سازمان مجاهدین خلق در زندان،[۶] نتیجه ادامه محاکمه[۷] به دلیل ترور مقامات جمهوری اسلامی[۸] توسط آن‌ها ذکر کرده‌اند. تعداد قربانیان این واقعه نزد مراجع مختلف متفاوت و بین ۱٬۸۷۹[۹] نفر (گزارشگر ویژه حقوق بشر سازمان ملل متحد) تا ۳٬۰۰۰[۱۰] یا ۴٬۴۸۲[۱۱] نفر تخمین زده شده‌است.
مقامات ارشد نظام جمهوری اسلامی ایران انجام اعدام‌ها را انکار نمی‌کنند؛ بلکه در مواردی، از آن، دفاع نیز کرده‌اند و آن اعدام‌ها را برای حفظ نظام، لازم شمرده‌اند.[۱۲] حسینعلی منتظری، بلندپایه‌ترین مخالف اعدام‌ها بود و اعتراض‌هایش به قیمت برکناری‌اش از جانشینی سید روح‌الله خمینی و به حبس خانگی طولانی مدت وی انجامید.[۱۳] حسینعلی منتظری، در جلسه خصوصی با مسئولان هیئت مرگ یعنی حسین‌علی نیری (حاکم پیشین شرع)، مرتضی اشراقی (دادستان پیشین تهران)، سید ابراهیم رئیسی (معاون پیشین دادستان تهران) و مصطفی پورمحمدی (نمایندهٔ وقت وزارت اطلاعات)، در تاریخ ۲۴ مرداد ۱۳۶۷ گفت: «خمینی را در آینده، خونریز، سفاک و فتاک، لقب خواهند داد.»
همچنین، کشتار زندانیان عقیدتی و سیاسی (چه آنانی که حکمشان پایان یافته بود یا نیافته بود)، از مدت‌ها پیش (از عملیات مرصاد/فروغ جاویدان)، برنامه‌ریزی شده بود؛ افزون بر اینکه زندانیانِ قتل‌عام شده، فقط جزو سازمان مجاهدین خلق ایران نبودند؛ بلکه از گروه‌های چپ و غیر مسلمان (کمونیست...) هم بودند.
دیدبان حقوق بشر از این واقعه با نام «کشتار زندان سال ۶۷» یاد می‌کند.

### اعدام قهرمانان ورزشی
در جمهوری اسلامی، قهرمانانی ورزشی همچون: فروزان عبدی، حبیب خبیری، هوشنگ منتظرالظهور، نازنین عظیم‌زاده، علاءالدین عترتی کوشالی، علی مطیری (بوکسور ایرانی) و نوید افکاری اعدام شده‌اند.

### اعدام‌های کیفری
سازمان عفو بین‌الملل در گزارشی اعلام کرد که در سال ۲۰۰۷ (۸۶–۱۳۸۵ خورشیدی) حداقل ۲۴ نفر در هر هفته اعدام و بیش از ۶۴ نفر محکوم به مرگ شده‌اند، و ایران با ۳۱۷ اعدام در این سال، رتبه دوم را در این زمینه دارد.
در سال ۱۳۸۷ در نظام جمهوری اسلامی ایران، ۷۰ تا ۸۰ مجرم در انتظار اعدام به سر می‌بردند. در سال ۲۰۰۵ (۸۴–۱۳۸۳) یک دختر شانزده ساله به جرم آنچه «روابط جنسی نامشروع» خوانده شد، در ملأ عام در شهرستان نکا اعدام شد.
بر اساس قوانین اسلام که در ایران اجرا می‌شود، همجنسگرایان در صورت اثبات همجنس‌گرایی با مجازات اعدام مواجه می‌شوند و قاضی می‌تواند از میان پنج روش ازجمله پرتاب مجرم از بلندی یا خراب کردن دیوار بر سر وی، نحوه اعدام مجرم را انتخاب کند. استفاده از این‌گونه روش‌ها پس از انقلاب ۱۳۵۷ گزارش نشده‌است، اما یک مرد در استان قزوین به جرم زنا سنگسار شد.

#### اعدام به شیوهٔ سوزاندن
در راستای بهائی‌ستیزی، برخی از بهائیان شهمیرزاد سمنان، در اوایل انقلاب ۱۳۵۷، سوزانده شدند.

### آمار اعدام و رتبه جهانی ایران
عفو بین‌الملل روز سه‌شنبه ۲۱ آوریل ۲۰۲۰ ایران را مسئول بیش از یک‌سوم اعدام‌های ثبت‌شده در جهان معرفی کرد و در گزارشی انتشار داد که در سال ۲۰۱۹ ایران بعد از چین بالاترین آمار اعدام‌ها را با ۲۵۱ اعدام داشته‌است.

### آمار اعدام‌ها و کشتارها در جمهوری اسلامی
«آیا می‌دانید که جنایاتی در زندان‌های جمهوری اسلامی به نام اسلام در حال وقوعند که شبیه آن در رژیم منحوس شاه، هرگز دیده نشد؟! آیا می‌دانید که تعداد زیادی از زندانی‌ها تحت شکنجه توسط بازجویانشان کشته شده‌اند؟! آیا می‌دانید که در زندان [شهر] مشهد، حدود ۲۵ دختر به خاطر آنچه بر آن‌ها رفته بود، مجبور به درآوردن تخمدان یا رحم شدند؟! آیا می‌دانید که در برخی زندان‌های جمهوری اسلامی، دختران جوان به زور، مورد تجاوز قرار می‌گیرند!»

نامه منتظری به خمینی پس از اطلاع از اعدام دسته‌جمعی زندانیان عقیدتی-سیاسی ایران در تابستان ۱۳۶۷.

«بزرگ‌ترین جنایتی که در جمهوری اسلامی شده و در تاریخ، ما را محکوم می‌کند، به دست شما انجام شده و [نام] شما را در آینده، جزو جنایت‌کاران در تاریخ می‌نویسند!»
حسینعلی منتظری، در آغاز جلسهٔ خصوصی با اعضای «هیئت مرگ»یعنی حسین‌علی نیری، مصطفی پورمحمدی، سید ابراهیم رئیسی و مرتضی اشراقی در تاریخ ۲۴ مرداد ۱۳۶۷.

«خمینی را در آینده، خون‌ریز، سفاک و فتاک، لقب خواهند داد».
حسینعلی منتظری، در جلسهٔ خصوصی با حسین‌علی نیری، مصطفی پورمحمدی، سید ابراهیم رئیسی و مرتضی اشراقی در تاریخ ۲۴ مرداد ۱۳۶۷.

«شلاق می‌زدند که نماز بخوانیم».
عفت ماهباز، زندانی سیاسی در دهه ۱۳۶۰

از سال ۱۳۵۷ تا ۱۳۹۹ خورشیدی بیش از ۴۴۶۰۰ (چهل و چهار هزار و ششصد) انسان در نظام جمهوری اسلامی ایران، با شیوه‌های همچون: حلق‌آویز شدن، ترور شدن، کشته شدن در اعتراضات خیابانی و شکنجه در زندان، کشته شده‌اند:
1. از بهمن ۱۳۵۷ تا اسفند ۱۳۵۸: ۴۳۸ اعدام؛[۲۰۱]
2. در سال ۱۳۵۹: ۶۲۴ تن؛[۲۰۱]
3. از سال ۱۳۶۰ تا ۱۳۶۴: ۱۴۷۹۴ اعدام؛[۲۰۱]
4. در سال‌های ۱۳۶۵ و ۱۳۶۶: از ۱۴۵۶ تا ۱۶۷۱ اعدام؛[۲۰۱]
5. کودکان و زنان اعدام شده از سال ۱۳۶۰ تا ۱۳۶۷: ۳۲۰۰ تن؛[۲۰۱]
6. در سال ۱۳۶۷: ۴۴۸۴ اعدام (اعم از: دین‌باور و دین‌ناباور)؛[۲۰۱]
7. در جریان قتل‌های زنجیره‌ای ایران: بیش از ۸۰ نویسنده، مترجم، شاعر، فعال سیاسی و شهروند عادی…؛[۲۰۱]
8. از سال ۱۳۶۷ تا ۱۳۷۷: ۶۷۸۳ اعدام؛[۲۰۱]
9. در حمله به کوی دانشگاه تهران (۱۸–۲۳ تیر ۱۳۷۸): ۷ کشته؛[۲۰۱]
10. از سال ۱۳۷۸ تا ۱۳۸۷: ۵۲۲۰ اعدام؛[۲۰۱]
11. از خرداد ۱۳۸۸ تا تیر ۱۳۸۹: ۱۵۲ اعدام؛[۲۰۱]
12. در سال‌های ۱۳۹۱ و ۱۳۹۲: ۸۱۴ اعدام (۱۶ تن کودک، ۱۹ تن زن، ۶۹۷ تن نیز اعدام به گونهٔ گروهی)؛[۲۰۱]
13. در سال ۱۳۹۳: ۹۶۶ اعدام؛[۲۰۱]
14. در سال ۱۳۹۴: ۱۴۷۱ اعدام؛[۲۰۱]
15. در سال ۱۳۹۵: ۹۶۹ اعدام؛[۲۰۱]
16. اعدام بهائیان: ۲۰۲ تن؛[۲۰۱]
17. کشتگان فقط اعتراضات دی ۱۳۹۶: ۵۰ تن[۲۰۲] (در خیابان و زندان)؛
18. در سال ۱۳۹۶ (۲۰۱۸–۲۰۱۷): ۴۴۶ اعدام؛[۲۰۳]
19. در سال ۱۳۹۷ (۲۰۱۹–۲۰۱۸): ۲۳۶ اعدام؛[۲۰۴]
20. در سال ۱۳۹۸ (۲۰۲۰–۲۰۱۹): ۲۴۸ اعدام؛[۲۰۵]
21. کشتگان فقط اعتراضات آبان ۱۳۹۸: ۱۵۰۰ تن[۲۰۶][۲۰۷][۲۰۸](در خیابان و زندان) و بر پایه برخی بررسی‌ها (ی تخمینی): بیش از ۵۰۰۰ تا ۷۵۰۰[۲۰۹][۲۱۰][۲۱۱][۲۱۲][۲۱۳][۲۱۴][۲۱۵]
22. در سال ۱۳۹۹ (۲۰۲۱–۲۰۲۰): ۲۶۴ اعدام؛[۲۱۶]
23. در سال ۱۴۰۰ (۲۰۲۲–۲۰۲۱): ۲۵۴ اعدام (از جمله، کودکان)؛[۲۱۷]
24. در سال ۲۰۲۳: ۸۳۴ اعدام.[۲۱۸]
25. در سال ۲۰۲۴: دست‌کم ۹۷۵ اعدام.[۲۱۹]

#### آمار دگراندیشان ترورشده
برخی از منابع رسمی، آمار کشته‌شدگان دگراندیشان عقیدتی و سیاسی در پروژه قتل‌های زنجیره‌ای ایران را از ۳۰۰ (سیصد) تا بیش از ۱۰۰۰ (هزار) تن دانسته‌اند که ۱۸۰ تن از آن‌ها فقط از سال ۱۳۶۹ تا ۱۳۷۷ ترور و کشته شده‌اند.

#### آمار کشتگان اعتراضات خیزش ۱۳۸۸
روی هم رفته، ۷۸ تن در جریان اعتراضات خیابانی ۱۳۸۸ (تا ۱۳۹۰) توسط نظام جمهوری اسلامی ایران کشته شدند.

#### آمار کشتار بهائیان
تنها از تاریخ ۱۳۵۷ خورشیدی (۱۹۷۸ م) تا مرداد ۱۳۸۴ (۲۰۰۵)، بیش از ۲۲۰ (دویست و بیست) بهائی توسط نظام جمهوری اسلامی ایران کشته شده‌اند.
1. سال ۱۳۵۷: ۱۰ تن؛
2. سال ۱۳۵۸: ۸ تن؛
3. از بهمن ۱۳۵۸ تا خرداد ۱۳۶۰: ۳۵ تن؛
4. از خرداد ۱۳۶۰ تا مهر ۱۳۶۰: ۳۹ تن؛
5. از مهر ۱۳۶۰ تا مرداد ۱۳۶۷: ۱۲۰ تن؛
6. از مرداد ۱۳۶۷ تا مرداد ۱۳۶۸: ۳ تن؛
7. از مرداد ۱۳۷۶ تا ۱۳۸۴: ۵ تن…[۲۲۴]

#### آمار سنگسار
بر پایه گزارش روزنامه فرانسوی فیگارو، در تاریخ جمهوری اسلامی، ۱۵۰ (صد و پنجاه) حکم سنگسار، اجرا شده‌است.

#### آمار کشتار دگرباشان جنسی
آمار دقیقی از شمار اعدام‌شدگان انسان‌های همجنس‌گرا در دورهٔ نظام جمهوری اسلامی ایران، در دست نیست؛ ولی کنشگران حقوق بشر باورمندند که بیش از ۴٫۰۰۰ (چهار هزار) مرد و زن همجنس‌گرا، در این دوره، در ایران، اعدام شده‌اند.

#### آمار کشتگان، ناپدیدشدگان و زخمیان جنگی
آمار کشتگان و ناپدیدشدگان در جنگ ۸ سالهٔ ایران و عراق (از شهریور ۱۳۵۹ تا ۱۳۶۷ و بر پایهٔ آمار جمهوری اسلامی): ۱۹۰۰۰۰ (صد و نود هزار) کشته و ۶۷۲۰۰۰ (ششصد و هفتاد و دو هزار) زخمی.

## قتل‌های زنجیره‌ای
«آیندگان بدانند که در سرزمین بلاخیز ایران هم، بودند مردمی که [در برابر دیکتاتوری حکومت جمهوری اسلامی] دلیرانه از جان خود گذشتند و مردانه به استقبال مرگ رفتند». (علی‌اکبر سعیدی سیرجانی پیش از کشته شدن)

«فضیلت پایداری، ایستادگی و مبارزه، حلقهٔ مفقودهٔ سرزمین من است و حاضرم در جوانی، جان شیرینم را فدا کنم». (گفتار بکتاش آبتین پیش از گرفتار شدن به زندان جمهوری اسلامی)

«وزارت اطلاعات، کشیشان مسیحی[ای را] که نظام سیاسی ما را قبول نداشتند، به قتل رساند و به گردن مجاهدین انداخت. استدلال وزارت اطلاعات این بود که این کار، ما را از روحانیون مسیحی خلاص می‌کرد و در ضمن، سازمان مجاهدین را بی‌آبروتر می‌کرد». (نوشته اکبر گنجی در روزنامه آریا)

در سال ۱۳۷۷ خورشیدی، فاش شد که برخی از فعالان عقیدتی و سیاسی ایران، به دست اعضای وزارت اطلاعات جمهوری اسلامی ایران، گاه با شیوه‌های دلخراشی، کشته شده‌اند.
کشتارهای دیگری نیز مانند ترور عبدالرحمن قاسملو رهبر حزب دموکرات ایران، قتل شاپور بختیار، بیژن فاضلی فرزند رضا فاضلی و فریدون فرخزاد برادر فروغ فرخزاد به ولایت فقیه نسبت داده شده‌است. قتل نزدیک به بیست مخالف سیاسی (در بعضی روایت‌ها و انتصاب‌ها تا ۸۰ نفر) در دههٔ هشتاد خورشیدی توسط وزارت اطلاعات که به نام قتل‌های زنجیره‌ای معروف گردید نیز قابل ذکر است.

کارون حاجی‌زاده ۹ ساله، فرزند حمید حاجی‌زاده

حمید حاجی‌زاده

حمید حاجی‌زاده شاعر و دبیر ادبیات کرمانی، متخلص به «سحر» بود. او یکی از منتقدان و مخالفان جمهوری اسلامی ایران بود که از قربانیان قتل‌های زنجیره‌ای ایران است. وی به همراه پسر ۹ ساله‌اش «کارون» با چندین ضربه چاقو به‌قتل رسیدند. این فاجعه در آخرین روز شهریور ماه سال ۱۳۷۷ رخ داد. به هنگام وقوع این فاجعه، افراد خانواده در خواب بودند و متوجه آن نشدند. وی برادر فرخنده حاجی‌زاده است.

## ربودن مخالفان سیاسی
یکی از موارد نقض جدی حقوق بشر توسط حکومت جمهوری اسلامی ایران، ربودن و بازداشت و حذف فیزیکی افرادی هست که به دلایل گوناگون سیاسی، اجتماعی، عقیدتی، دینی با نظام جمهوری اسلامی ایران مخالف هستند و خواستار سرنگونی آن هستند. آدم‌ربایی در حقوق کیفری، جابجایی غیرقانونی و بازداشت کردن یک فرد خلاف خواسته‌اش، تعریف شده‌است؛ و در تعریف پلیسی: آدم‌ربایی، انتقال یک شخص بدون رضایت او، از محلی به محل دیگر، با استفاده از زور، تهدید یا فریفتن را آدم‌ربایی می‌گویند.
در طول تاریخ جمهوری اسلامی ایران افراد بسیاری توسط عوامل حکومت مانند وزارت اطلاعات جمهوری اسلامی ایران، که در ادبیات جمهوری اسلامی، با لقب «سربازان گمنام امام زمان» شناخته می‌شوند ربوده شده‌اند که پس از دستگیری و بازجویی تحت شکنجه و اعتراف اجباری توسط دستگاه‌های قضایی حکومت بعضاً به اعدام محکوم شده‌اند یا از سرنوشت برخی از آنها اطلاعی در دست نیست.
برخی از این مخالفان مانند فرود فولادوند، روح‌الله زم و حبیب اسیود، افرادی هستند که خارج از مرزهای ایران دستگیر و به داخل خاک ایران هدایت شدند.

## سرکوب اعتراضات ایرانیان

### سرکوب اعتراضات خیابانی
سرکوب اعتراضات سراسری مردم ایران در سال‌های ۱۳۸۸، ۱۳۹۶ و ۱۳۹۷ خورشیدی و آبان ۱۳۹۸ بابت گرانی بنزین تعدادی از شدیدترین سرکوب‌های حکومت علیه خواسته‌های شهروندان ایرانی به حساب می‌آید.

### سرکوب فعالیت‌های ۱۳۵۷ تا ۱۳۶۰
در سال‌های ۱۳۵۷ تا ۱۳۶۰ در اثر حملات پی‌در پی عوامل حزب جمهوری اسلامی به مراکز و انجمن‌های هوادار سازمان، مرکز امداد و مراسم مجاهدین، دهها نفر از هواداران مجاهدین کشته شدند، روز جمعه ۲۸ دی ۱۳۵۸ عباس عمانی، کارگر که مشغول چسباندن پوسترهای تبلیغات انتخاباتی مجاهدین بود با ضربه‌های چماق کشته شد. عین‌الله پورعلی (معلم) روز ۲ اسفند ۱۳۵۸ در اثر ضربات چماقداران جان باخت. نسرین رستمی دانش‌آموز در ۳۰ فروردین ۱۳۵۹ در شیراز با شلیک گلوله کشته شد.

### اعتراضات ۱۳۶۰
وقایع ۳۰ و ۳۱ خرداد تظاهرات و درگیری‌های خیابانی بود که همزمان با طرح عدم کفایت سیاسی ابوالحسن بنی‌صدر رئیس‌جمهور وقت، در مجلس شورای اسلامی روی داد و توسط سازمان مجاهدین خلق ایران سازماندهی شده بود.
در این اعتراض، ۳۰ تن به دست نیروهای امنیتی و سپاهی کشته شدند.

### حادثه کوی دانشگاه ۱۳۷۸ (سرکوب جنبش دانشجویی)
وقایع هجده تیر یا حمله به کوی دانشگاه تهران به مجموعه ناآرامی‌ها و درگیری‌ها بین روزهای جمعه هجدهم تا چهارشنبه بیست و سوم تیرماه ۱۳۷۸ میان دانشجویان، نیروهای انتظامی و افراد موسوم به لباس شخصی‌ها اطلاق می‌شود. مجموعهٔ فعالان حقوق بشر در ایران معتقد است ۷ نفر در واقعه حمله به کوی دانشگاه کشته شده‌اند که تاکنون فقط هویت عزت‌الله ابراهیم‌نژاد و فرشته علیزاده روشن شده‌است. شورای متحصنین در بیانیه ۲۶ تیر مرگ تامی حامی‌فر را نیز تأیید کرد و سعید زینالی نیز از هنگام دستگیری توسط مأموران ناپدید شده‌است؛ همچنین، چشم یک دانشجو بر اثر اصابت گلوله تخلیه، دست و پای عده‌ای شکسته و تعداد زیادی دانشجو ضرب وشتم و دستگیر شدند نام اکبر اینانلو و سید محمدفاضل هاشمی در این میان به چشم می‌خورد. از این حادثه به عنوان بزرگ‌ترین چالش جنبش دانشجویی در ایران پس از انقلاب ۱۳۵۷ نیز یاد می‌شود.

### اعتراضات ۱۳۸۸ تا ۱۳۹۰

ندا آقاسلطان، دانشجوی رشته فلسفه در روز سی‌ام خرداد در خیابان کارگر تهران به ضرب گلولهٔ فردی ناشناس کشته شد.

نظام جمهوری اسلامی ایران همیشه از پیش‌گامان سرکوب اعتراضات بوده‌است. همیشه خود را مدعی حمایت اعتراضات مسالمت‌آمیز می‌داند، درحالی که حتی کوچک‌ترین نقد و انکاری را تهدید و سرکوب می‌کند.
در پی اعلام نتایج دهمین دورهٔ انتخابات ریاست جمهوری ایران و اعلام پیروزی دوبارهٔ محمود احمدی‌نژاد، تظاهرات و راهپیمایی‌های بی‌سابقه‌ای در خیابان‌ها و میدان‌های تهران و همچنین شهرهای دیگر ایران، توسط معترضان به نحوهٔ شمارش آرا و حامیان میرحسین موسوی، رقیب اصلی احمدی‌نژاد در انتخابات، در ماه‌های خرداد و تیر ۱۳۸۸ به راه افتاد که بزرگ‌ترین راهپیمایی‌های اعتراضی در تاریخ ۳۰ سال جمهوری اسلامی ایران بود.
در جریان سرکوب معترضان توسط نیروهای پلیس و شبه‌نظامیان بسیج و سپاه پاسداران، به ویژه در روزهای ۲۵ و ۳۰ خرداد ۱۳۸۸، تعدادی از معترضان و عابرین کشته و مجروح شدند. هیچ آمار رسمی در مورد تعداد کشته‌شدگان این حوادث از سوی دولت ایران منتشر نشده‌است. اما «کمیته پیگیری امور آسیب‌دیدگان حوادث پس از انتخابات» که توسط میرحسین موسوی و مهدی کروبی تشکیل شده در شهریور ماه ۱۳۸۸، فهرستی شامل نام ۷۲ نفر از کسانی که در خشونت‌های پس از انتخابات کشته شدند را به مجلس شورای اسلامی ارائه کرد. شمار زیادی از این افراد به وسیلهٔ گلوله کشته شده و شمار قابل توجهی نیز بر اثر ضرب و شتم و از جمله اصابت باتوم جان خود را از دست داده‌اند و از این تعداد هفت نفر در حمله نیروهای امنیتی به کوی دانشگاه تهران از شامگاه روز ۲۴ خرداد تا بامداد ۲۵ خرداد جان باختند. مرگ عده‌ای نیز بر اثر ضرب و جرح، شکنجه شدید و بدرفتاری زندانبانان با آنان در بازداشتگاه‌هایی از جمله بازداشتگاه کهریزک بوده‌است.
روزنامه گاردین چهل روز پس از انتخابات از کشته شدن حداقل ۸۰ نفر از معترضان در جریان ناآرامی‌های ایران خبر داد. هرچند نهادهای حقوق بشری و معترضان کشته‌شدگان را بیش از این و بالغ بر صدها نفر می‌دانند. تعداد ۷۸ نفر از جانباختگان شناسایی شده‌اند.
تجاوز جنسی به زندانیان در جمهوری اسلامی ایران یکی از اقسام شکنجه دولتی در ایران معاصر عنوان گردیده. حوادثی چون شکنجه معترضان به نتایج اعلام شده انتخابات ریاست جمهوری ایران (۱۳۸۸) همواره مورد اعتراض شدید سازمان‌های حقوق بشر بوده‌است. در این زمینه، پیام اخوان، کارشناس جنایات جنگی سازمان ملل متحد، در سال ۲۰۰۹ محاکمه جمهوری اسلامی ایران بخاطر نقض حقوق بشر و جنایت علیه بشریت در دادگاه بین‌المللی دیوان عدالت در هلند را خواستار شد.

### اعتراضات ۱۳۹۶ تا ۱۳۹۷
تظاهرات ۱۳۹۶ ایران مجموعه اعتراضات رهبری‌نشدهٔ مردمی و ضد حکومتی در سراسر ایران است؛ که از ۷ دی ۱۳۹۶ (۲۸ دسامبر ۲۰۱۷) از مشهد و شهرهای بزرگ استان خراسان آغاز شد. فراخوان شرکت در این تظاهرات که در آغاز «نه به گرانی» (پویش اعتراضات و تجمع مردمی) و اعتراض به سیاست‌های دولت حسن روحانی نامیده شد، در شبکه‌های اجتماعی انجام گرفت، ابتدا با خواست‌هایی اقتصادی، علیه فساد جاری در دولت ایران و میزان بالای بیکاری بود؛ اما با فراخوان‌های بیشتر، دامنهٔ همگانی آن فراتر از مشکلات اقتصادی رفت و مخالفت‌ها با نظام سیاسی ایران به‌ویژه علیه ولایت فقیه و مقام‌دار آن، علی خامنه‌ای را نیز دربرگرفت.
تظاهرات ۱۳۹۷ ایران مجموعه تظاهراتی است که از سه‌شنبه ۹ مرداد ۹۷ در بحبوحهٔ افزایش قیمت طلا و نیز رشد شتابان قیمت سکه و کاهش شدید ارزش ریال در برابر دلار شروع شد و از منطقه شاهپور جدید اصفهان و کرج به نقاط دیگری گسترش یافت. تظاهرات به سرعت فراگیر شد و از اصفهان و مناطق مختلف کرج به شیراز، رشت، تهران، قزوین، زنجان، ساری و در روز سوم به مشهد، نیشابور؛ کرمانشاه، همدان و قرچک نیز گسترش پیدا کرد و در روز چهارم اهواز و ارومیه و قم و تنکابن به تظاهرات پیوستند.

### اعتراضات آبان ۱۳۹۸
اعتراضات سراسری ۱۳۹۸ ایران از شامگاه ۲۴ آبان در شهرهای تهران، مشهد، اهواز، سیرجان و شیراز آغاز شد و به بندرعباس، اصفهان، کرمان، قزوین، شهرک اندیشه، ماهشهر، گچساران، خرمشهر، بابل، بیرجند، جیرفت، شوشتر، اندیمشک، قم و بهبهان گسترش یافت. بر اساس گزارش نهادهای امنیتی ایران، ۲۸ استان و بیش از صد شهر دستخوش ناآرامی‌های پس از افزایش قیمت بنزین بودند. در ۷ آذر ۱۳۹۸ وبسایت کلمه به نقل از «یک منبع آگاه» تعداد کشته‌ها را ۳۶۶ نفر اعلام کرد. ارگان مانیتورینگ حقوق بشر ایران تعداد کشته‌شدگان اعتراضات را دست‌کم ۴۵۰ نفر اعلام کرده که تعدادی کودک نیز در میان آن‌ها هستند. همچنین به گفتهٔ سخنگوی کمیسیون امنیت ملی و سیاست خارجی مجلس تا ۵ آذر ۱۳۹۸، بیش از ۷۰۰۰ نفر در اعتراضات، بازداشت شده‌اند.
در میان جان‌باختگان، نام و هویت ۱۸ کودک مشخص شده‌است.
بر اساس گزارش خبرگزاری رویترز در ۲۳ دسامبر ۲۰۱۹، به نقل از سه منبع نزدیک به حلقه اطرافیان خامنه‌ای و یک مقام چهارم، علی خامنه‌ای چند روز بعد از آغاز اعتراضات، مقامات امنیتی ارشد و سایر مقامات دولتی را جمع کرده و به آنها دستور داده تا هر کاری از دستشان بر می‌آید برای متوقف ساختن آنها انجام دهند. آمار کشته‌های تأیید شده توسط سه مقام نزدیک به علی خامنه‌ای حدود ۱۵۰۰ نفر که شامل ۱۸ کودک همچنین برخی از نیروهای امنیتی می‌باشد.
اخبار، حاکی از این است که قاسم سلیمانی در سرکوب اعتراضات مردم نقش داشته‌است.
سازمان عفو بین‌الملل در شهریور ۱۳۹۹ در گزارش تازه‌ای که از شیوه برخورد و شکنجه معترضان آبان‌ماه ۹۸ توسط جمهوری اسلامی مانند بازداشت کودکان، ضرب و جرح، برهنه‌سازی اجباری، دشنام‌های جنسی، پاشیدن اسپری فلفل به ناحیه دستگاه تناسلی و وارد آوردن شوک الکتریکی به بیضه‌ها، آویزان کردن و نگه داشتن در وضعیت‌های دردناک، القای حس خفگی با آب، تهدید به مرگ و اعدام نمایشی، تزریق یا خوراندن اجباری مواد شیمیایی منتشر کرده و می‌نویسد مصاحبه و اطلاعات دریافتی از شمار زیادی از این معترضان نشانگر شکنجه‌های غیرانسانی شدید آنها از سوی مأموران امنیتی و اطلاعاتی جمهوری اسلامی بوده‌است. در ادامه عفو بین‌الملل این اعمال خشونت‌آمیز را محکوم کرده و مصرانه از تمام کشورهای عضو سازمان ملل درخواست می‌کند تا مقام‌ها و مسئولان جمهوری اسلامی را به تغییر این رویه ملزم کنند.
روز چهارشنبه ۲۳ مهر ۱۳۹۹ گزارش آنتونیو گوترش، دبیرکل سازمان ملل که از مهر ۱۳۹۸ تا تابستان ۱۳۹۹ را دربرمی‌گیرد، منتشر شد. یکی از مواردی که در این گزارش برجسته شده‌است «سرکوب خشن و به‌کارگیری قوه قهریه توسط نیروهای امنیتی» در آبان ۱۳۹۸ است که به بیش از صد شهر در ایران گسترش یافت و با پاسخ خشن و مرگبار نیروهای جمهوری اسلامی ایران مواجه شد.

### اعتراضات دی ۱۳۹۸
اعتراضات دی ۱۳۹۸ ایران مجموعهٔ اعتراضات مردمی، دانشجویی و ضد حکومتی در سراسر ایران است که از ۲۱ دی به‌دنبال سرنگون کردن پرواز شماره ۷۵۲ هواپیمایی بین‌المللی اوکراین در تاریخ ۱۸ دی ۱۳۹۸ (۸ ژانویه ۲۰۲۰) توسط پدافند هوایی سپاه پاسداران و کتمان آن از طرف حکومت جمهوری اسلامی ایران شکل گرفت. پرواز شماره ۷۵۲ هواپیمایی بین‌المللی اوکراین یک پرواز مسافربری متعلق به هواپیمایی بین‌المللی اوکراین از مبدأ تهران به مقصد کی‌یف بود که هدف شلیک پدافند هوایی سپاه پاسداران قرار گرفته و ساقط شد. عمده شعارهای این اعتراضات علیه علی خامنه‌ای و سپاه پاسداران و درخواست استعفا و محاکمه آنان بود.

### خیزش ۱۴۰۱
در خیزش ۱۴۰۱ ایران (از ۲۶ شهریور تا ۱۲ دی) بیش از ۱٫۵۰۰ نفر از معترضان، از جمله، ۷۰ کودک و نوجوان
کشته شدند و نیز دست‌کم ۱۵ نفر بر اثر شکنجه یا نرسیدن دارو به قتل رسیدند. همچنین دست‌کم ۱۰۰ تن به اعدام محکوم شده و بیش از ۵٫۰۰۰ نفر زخمی شده و دست‌کم ۶۰٫۰۰۰ نفر هم بازداشت شدند.

## تروریسم خارجی
همچنین ببینید: اعضای ترور شده سازمان درفش کاویانی

## نیروهای نیابتی در جنگ برون‌مرزی
از گروه‌ها و نیروهای نیابتی نظام جمهوری اسلامی ایران در مناطق فرامرزی، می‌توان به حزب‌الله لبنان، انصارالله یمن، طالبان افغانستان، حماس فلسطین، لشکر فاطمیون، لشکر زینبیون، جنبش اسلامی نیجریه،  شبیحه سوریه، نیروهای دفاع ملی سوریه اشاره داشت. این گروه‌ها جهت جنگ نیابتی و سرنگونی دولت‌های مورد هدف نظام جمهوری اسلامی ایران است. این گروهک‌ها به پشتیبانی و نیابت از نیروی قدس سپاه پاسداران انقلاب اسلامی در خاورمیانه می‌جنگند.

### نقض حقوق بشر در کشورهای دیگر
نظام جمهوری اسلامی ایران به ویژه به وسیلهٔ سپاه پاسداران انقلاب اسلامی، با انتقال جنگجویان عراقی و افغانی و پاکستانی و دخالت دادن آن‌ها در جنگ‌های نیابتی و با کشتار هزاران انسان، حقوق بشر را در کشورهایی دیگر، همچون: سوریه و عراق و یمن نیز نقض می‌کند.
بر پایه برخی از منابع، گروه‌های نیابتی نظام جمهوری اسلامی ایران، امنیت خاورمیانه را تهدید می‌کنند.

## سرکوب و کشتار گسترده مردم سوریه

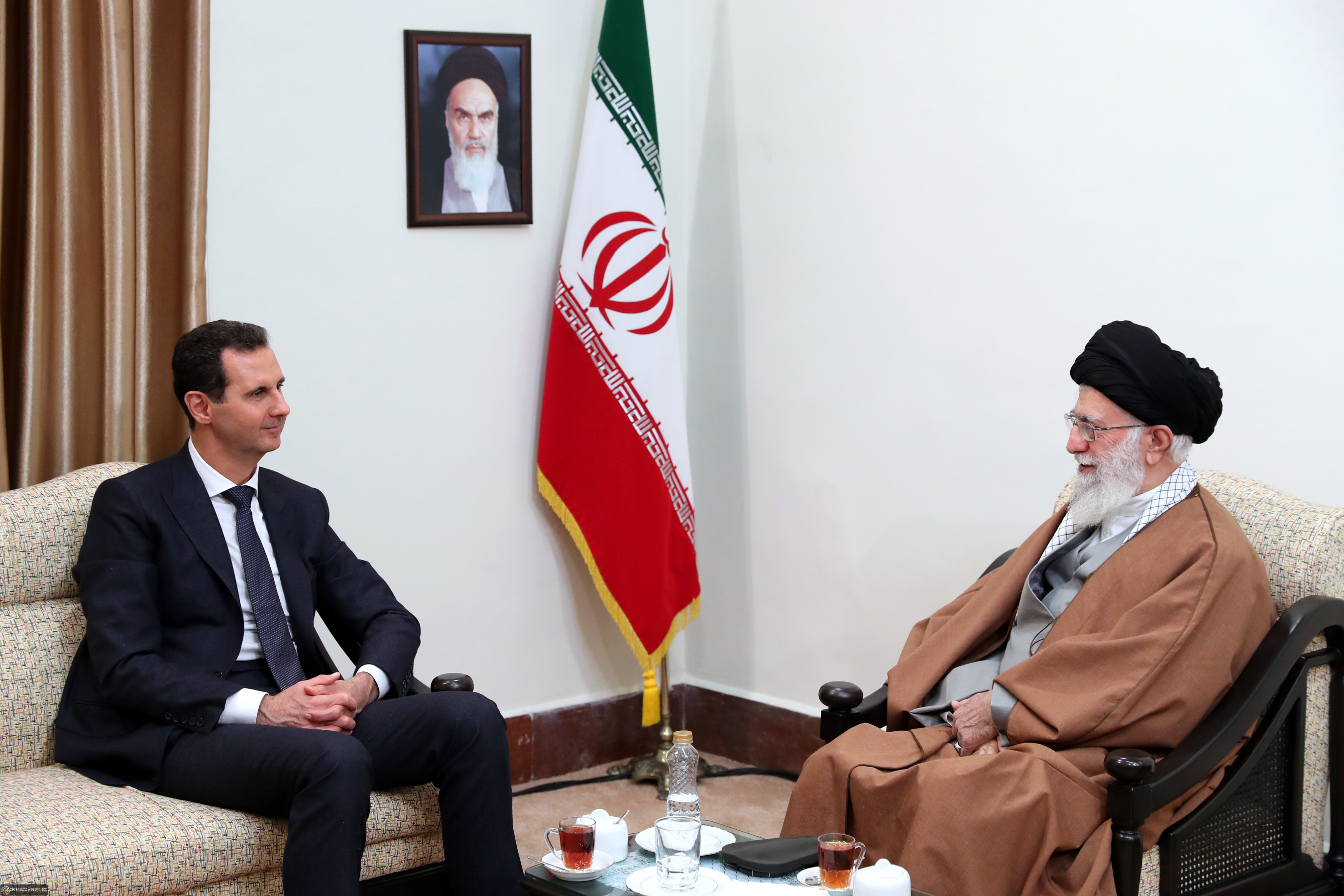
دیدار سید علی خامنه‌ای و بشار اسد

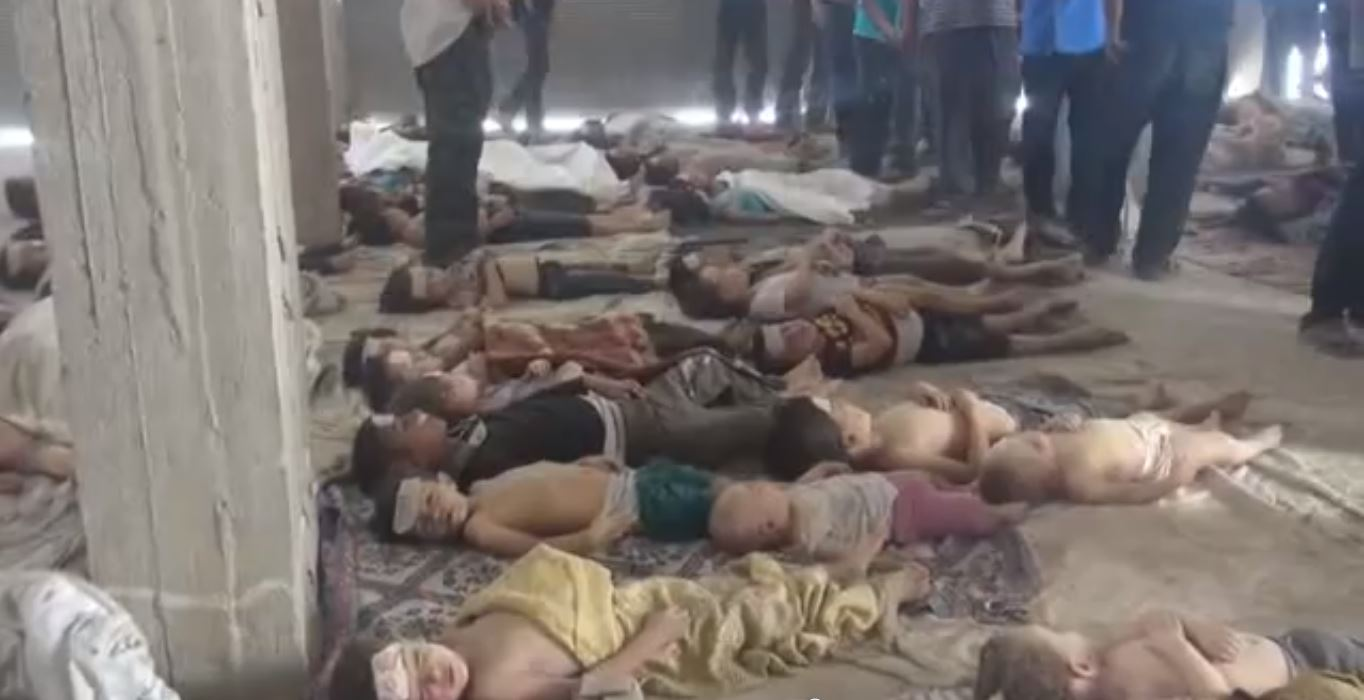
مرگ کودکان بر اثر حملات نیروهای بشار اسد

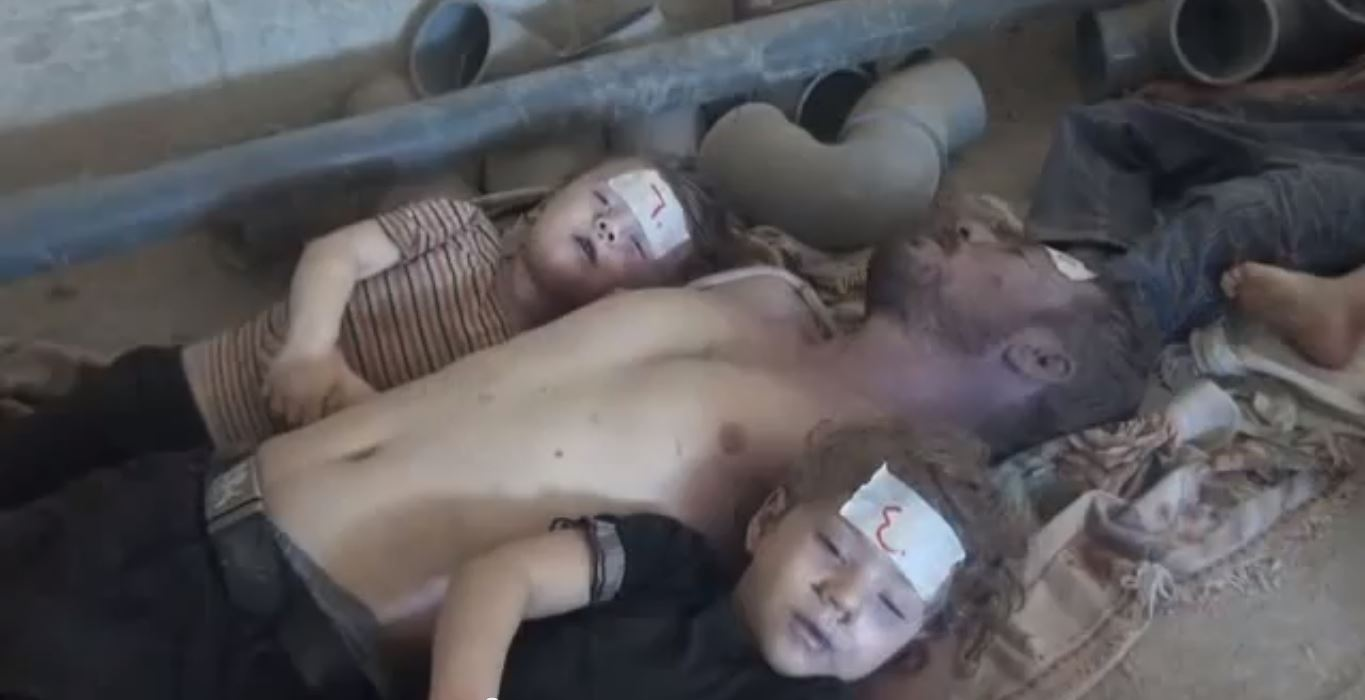
قربانیان حمله با سلاح‌های شیمیایی در غوطه

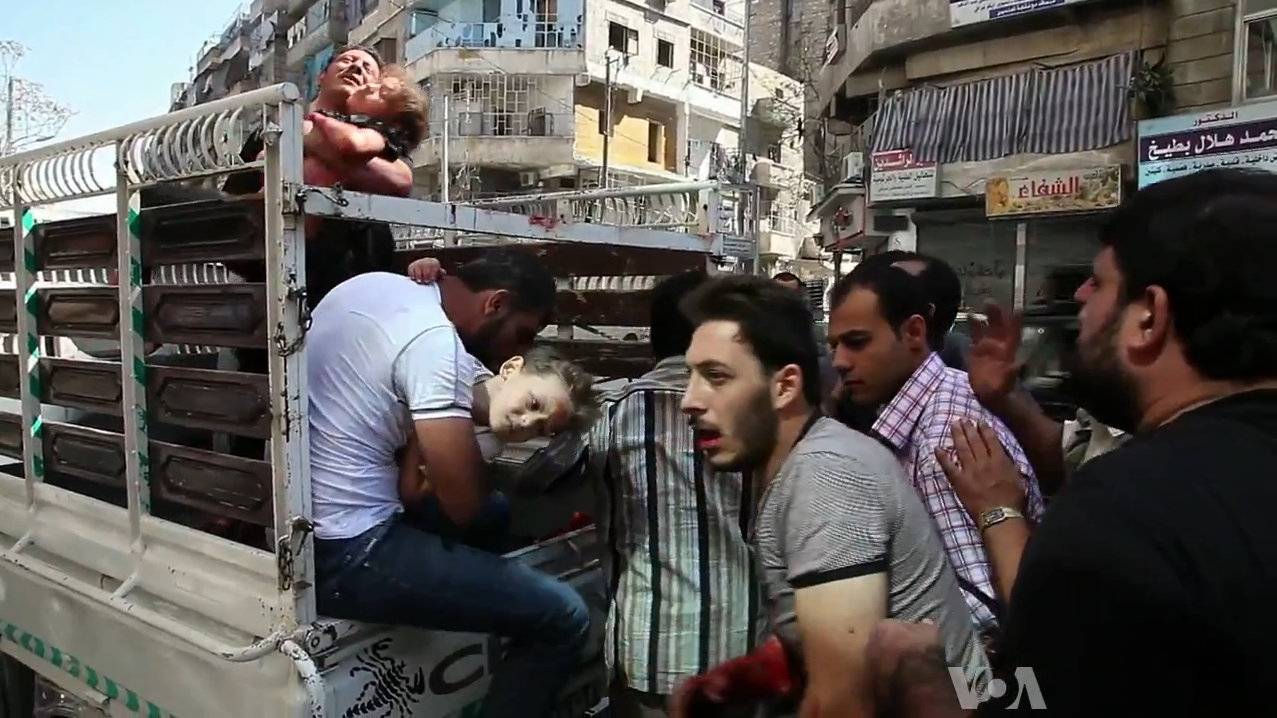
انتقال مصدومین به بیمارستان آلپو اکتبر ۲۰۱۲

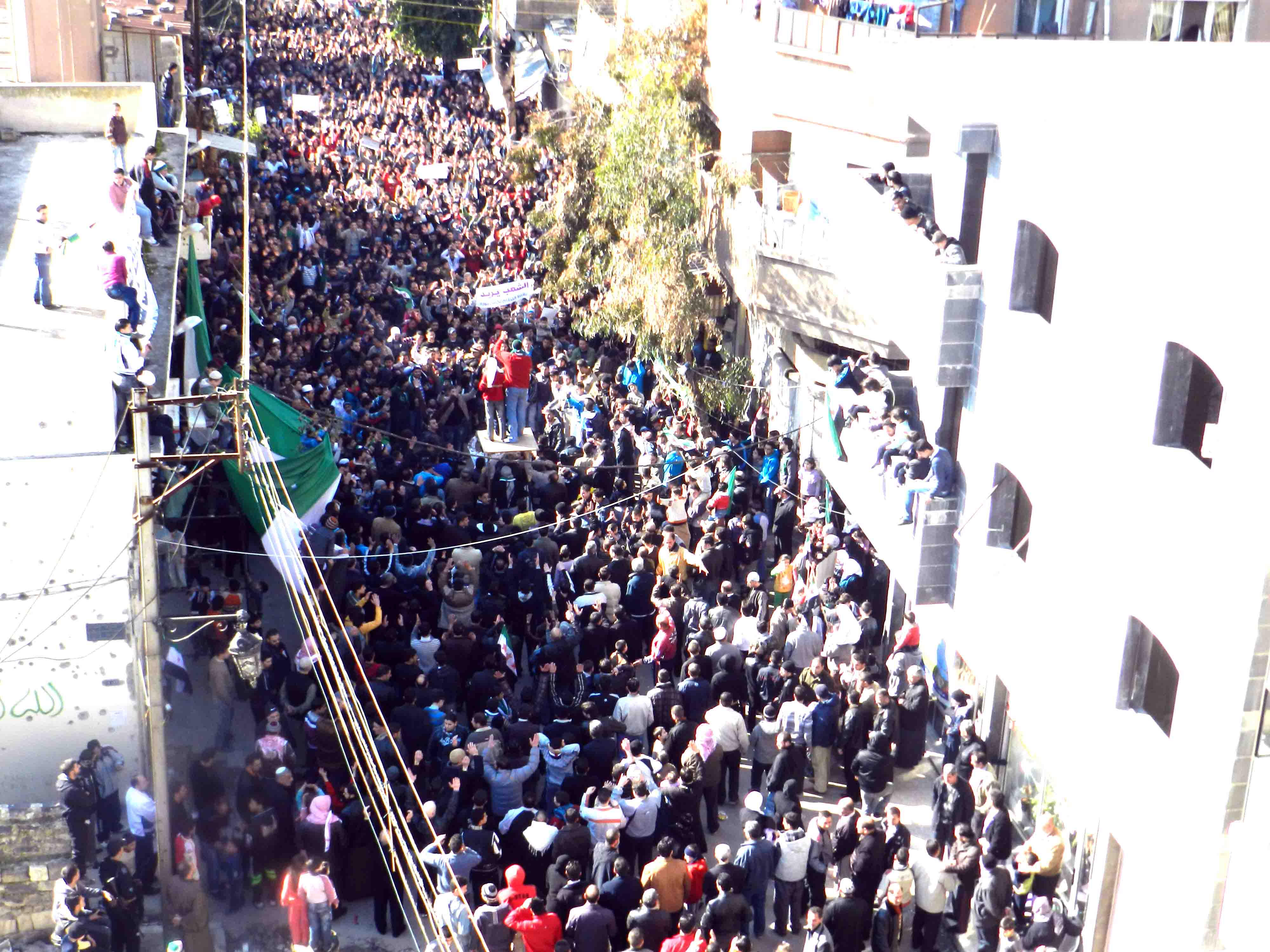
اعتراضات مردم حوله به کشتار حوله

در جنگ داخلی سوریه بیش از ۵۱۱٬۰۰۰ (پانصد و یازده هزار) نفر (فقط) کشته‌اند و نیز میلیون‌ها تن زخمی و زندانی و بیش از ۱۲ (دوازده) میلیون نفر هم، آواره شده‌اند.
نظام جمهوری اسلامی ایران از حکومت سوریه پشتیبانی نظامی و غیرنظامی، انجام می‌دهد. پشتیبانی از دولت بشار اسد در سرکوب معترضان سوری، جزو نقض‌های حقوق بشر نظام جمهوری اسلامی ایران است.
پژوهشگر بنیاد دفاع از دموکراسی‌ها بر این باور است که حضور سپاه در سوریه اولین حضور این نهاد نظامی در بیرون از خاک ایران نیست؛ هر چند حمایت از اسد و جنایات جنگی که علیه مردم کشورش مرتکب می‌شود، شاید بارزترین سندی است که ثابت می‌کند سپاه پاسداران بزرگ‌ترین تشکل دولتی حامی تروریسم در جهان است.

### روابط با گروه‌های شبه‌نظامی
برخی از رسانه‌های منتقد و مخالف جمهوری اسلامی ایران، برخی گروه‌های میلیشیایی مثل مدافعان حرم و لشکر فاطمیون و لشکر زینبیون، را یک سناریو و توطئه می‌دانند. این ادعا مبنی بر اعزام این نیروها تحت اسم «مدافع حرم» به سوریه در راستای حمایت نظامی، سیاسی و اقتصادیِ جمهوری اسلامی ایران از حکومت بشار اسد و سرکوب مردم سوریه می‌باشد. شورای ملی سوریه، معارضان سوری، ایالات متحده، انگلستان، عربستان سعودی و اسرائیل با ارائه مستنداتی، گروه‌های شبه‌نظامی که مورد حمایت نیروی قدس سپاه پاسداران و به نیابت از جمهوری اسلامی ایران در سوریه می‌جنگند را به همدستی در جنایات علیه مردم سوریه و کشتار غیر نظامیان متهم می‌کنند. به بیان دیگر، آنها می‌گفتند عبارت «مدافعان حرم» یک عبارت پرواپاگاندایی و عوام‌فریبانه‌ای می‌باشد که جمهوری اسلامی ایران صرفاً می‌خواهد از آن «سوءاستفاده تبلیغاتی» و «مظلوم‌نمایی» کند. دیده‌بان حقوق بشر در سال ۲۰۱۷ گزارشی منتشر کرد که لشکر فاطمیون، مردمان افغانی می‌باشند که جهت اتخاذ «تابعیت ایرانی» از سوی نظام جمهوری اسلامی ایران عضو این گروه می‌شوند، در صورتی اعزام به جنگ، به خانواده‌شان «تابعیت ایرانی» تعلق می‌گیرد. برخی از آن‌ها حتی کودکان زیر ۱۵ سال (کودک‌سرباز) می‌باشند که این مسئله، فرایند نقض حقوق کودکان را در پی دارد. این گروه‌ها وابسته به نیروی قدس سپاه پاسداران که در رأس آنان حسین همدانی و سپس قاسم سلیمانی بودند. اما جمهوری اسلامی ایران هم این اتهامات وارده را پی‌درپی رد می‌کند.

### پشتیبانی مالی و نظامی
حمایت‌های ایران با بالا گرفتن جنگ داخلی سوریه ابعاد گسترده‌تری یافت و از کمک‌های تسلیحاتی و آنچه مقام‌های ایران «کمک‌های مستشاری» و «حضور مستشاری» می‌خوانند به کمک‌های مالی و تجاری و ارسال جنگ‌افزارهای و پهپاد رسید.

سال ۲۰۱۶ استفان دی میستورا، فرستاده ویژه سازمان ملل در سوریه، گفت حکومت ایران سالانه دست‌کم ۶ میلیارد دلار برای نگهداشتن حکومت بشار اسد در قدرت هزینه می‌کند در حالی که برخی از تحلیلگران این هزینه را بین ۱۵ تا ۲۰ میلیارد دلار در سال ارزیابی کرده‌اند.

### دریافت نشان نظامی فرماندهان به دلیل جنگ و کشتار در سوریه و عراق
برخی از فرماندهان بلندپایه سپاه پاسداران انقلاب اسلامی و ارتش جمهوری اسلامی ایران به دلیل دخالت در جنگ و کشتار گسترده شورشیان سوری و عراقی، نشان نظامی از دست رهبر و ولی فقیه ایران یعنی سید علی خامنه‌ای دریافت کردند.

### اعتراف سپاه به نقش خود در رویارویی با اعتراضات سوریه
دو رسانه سپاه پاسداران انقلاب اسلامی با انتشار گزارشی دربارهٔ فعالیت‌های نیروی قدس سپاه پاسداران انقلاب اسلامی، پس از سال‌ها تأیید کردند که نیروی قدس به فرماندهی قاسم سلیمانی از زمان آغاز اعتراضات مردم سوریه در اوایل سال ۲۰۱۱، در سرکوب این اعتراضات، نقش داشته‌است و به پلیس این کشور، دربارهٔ چگونگی سرکوب اعتراضات و اقدامات اطلاعاتی و امنیتی بر ضد معترضان، آموزش داده و به آن‌ها جنگ‌افزار و تجهیزات سرکوب داده‌است.

## مداخله همه‌جانبه در عراق
در عراق مجموعه اعتراضاتی از تظاهرات، پیاده‌روی، تحصن و اعتصاب رخ داد. این اعتراضات از ۱ اکتبر ۲۰۱۹ آغاز شده‌است. زمان شروع اعتراضات توسط فعالان مدنی در رسانه‌های اجتماعی معین شده و در استان‌های مرکزی و جنوبی عراق منتشر شده‌است. هدف آن اعتراض به ۱۶ سال فساد، بیکاری و خدمات عمومی ناکافی بوده‌است که بعداً به فراخوان برای براندازی حکومت و توقف مداخله ایران در عراق انجامیده‌است. حکومت عراق متهم است که از گلوله، تک تیرانداز، آب داغ و گاز اشک آور علیه اعتراض کنندگان استفاده کرده‌است. اعتراضات در ۸ اکتبر متوقف و از ۲۴ اکتبر از سر گرفته شد. طبق گفته بی‌بی‌سی آنها خواهان خاتمه نظام سیاسی مبتنی بر تقسیمات طائفی هستند که از زمان حمله آمریکا و متحدانش به عراق در سال ۲۰۰۳ ایجاد شده‌است. در نتیجه این اعتراضات، مجلس عراق در ۲۸ اکتبر طرح بازنگری در بخش‌هایی از قانون اساسی عراق طی حداکثر چهار ماه را مصوب کرد.
۲۸ نوامبر ۲۰۱۹ نیروهای امنیتی عراق سرکوب خونینی در شهرهای نجف و ناصریه براه انداختند و به روی مردم معترض آتش گشوده و ۴۴ نفر را کشتند. بعد از این حادثه و با پیام سید علی سیستانی، عادل عبدالمهدی، نخست‌وزیر عراق تصمیم به استعفا گرفت. ایالات متحده و اسرائیل مدعی شدند که در رأس فرماندهی سرکوب خونین عراق، قاسم سلیمانی و ابومهدی مهندس فرمانده حشدالشعبی قرار دارند. اعتراضات عراق در ابتدا علیه فساد، بیکاری و مسائل اقتصادی آغاز شد. معترضان نسبت به رژیم جمهوری اسلامی ایران، که با احزاب سیاسی مهم در عراق ارتباط نزدیکی دارد و چندین گروه شبه نظامی قدرتمند حمایت می‌کند، خشمگین هستند. معترضان عراقی همچنین می‌گویند جمهوری اسلامی سعی دارد مشابه تجربه تضعیف ارتش خود و تقویت سپاه پاسداران را در عراق با تضعیف ارتش رسمی آن کشور و تقویت حشدالشعبی، یا بسیج مردمی عراق، انجام دهد. بسیاری از معترضان شبه نظامیان موسوم به حشدالشعبی را، که در سال ۲۰۱۴ برای مبارزه با دولت اسلامی داعش تشکیل شد، به اقداماتی مانند حمله به معترضان بنا بر دستور رژیم جمهوری اسلامی، و همچنین به فعالیتهای درآمدزا و حفاظت از سیاستمداران فاسد و اقدامات خلاف بدون ترس از مجازات متهم می‌کنند. شبکه فاکس نیوز گزارش داده بود که فعالان عراقی می‌گویند ایران کاری کرده که در کشور خودشان با آنها مانند «بیگانگان» رفتار می‌شود.

## مداخله در یمن
رژیم جمهوری اسلامی ایران، افزون بر دخالت نظامی و سیاسی… در سوریه و عراق و افغانستان و لبنان…، در امور و جنگ کشور یمن، به شدت، دخالت می‌کند.

### آمار کشتگان در جنگ داخلی یمن
جنگ یمن (تا سال ۲۰۲۱ م) حدود صد و سی هزار (۱۳۰٫۰۰۰) کشته بر جا گذاشته‌است که شامل بیش از سیزده هزار (۱۳٫۰۰۰) غیرنظامی در حملات هدفمند می‌شود. همچنین ناظران می‌گویند از آغاز جنگ تا کنون، هشتاد و پنج هزار (۸۵٫۰۰۰) کودک زیر ۵ سال بر اثر گرسنگی یا بیماری جان خود را از دست داده‌اند.

## مداخله در اوکراین
حکومت روسیه در جنگ سال ۲۰۲۲ بر ضد اوکراین با صدها پهپاد رزمی ایرانی به بندر اودسا در اوکراین حمله کرد.

## روابط با داعش
نظام جمهوری اسلامی ایران، افزون بر ارتباط با القاعده و طالبان با داعش نیز ارتباط دارد.
سازمان اطلاعات سوریه و نظام جمهوری اسلامی ایران در پایه‌گذاری داعش، نقش داشتند و آن را برای رویارویی با ارتش آزاد سوریه و نیز جهنم نمودن عراق برای ایالات متحده آمریکا پدیدآوردند.
همچنین بر پایهٔ برخی از منابع رسمی، نقش قاسم سلیمانی و نظام جمهوری اسلامی ایران در فروپاشی داعش، افسانه است و بلکه آن‌ها یکی از علل ایجاد و تقویت داعش نیز بوده‌اند.

## تلاش برای دستیابی به جنگ‌افزارهای کشتار جمعی
با اینکه فتوایی از خامنه‌ای در سال ۱۳۸۹ منتشر شد که او کاربرد سلاح هسته‌ای و انواع دیگر سلاح‌های کشتار جمعی همانند سلاح‌های شیمیایی و میکروبی را حرام می‌داند، بنیامین نتانیاهو نخست‌وزیر پیشین اسرائیل، در سال ۱۳۹۷ با نمایش سندهایی-که از انباری در تهران کشف شده بود-مدعی شد که حکومت جمهوری اسلامی در پی دستیابی به سلاح هسته‌ای است.
همچنین سخنگوی وزارت خارجه ایالات متحده آمریکا گفت که فتوای خامنه‌ای، هرگز مبنای تصمیم‌گیری آمریکا برای جلوگیری از دسترسی ایران به سلاح هسته‌ای نبوده‌است.

## انکار نسل‌کشی در جنگ جهانی دوم (هولوکاست)
در پی برگزاری همایش بین‌المللی بررسی هولوکاست: چشم‌انداز جهانی یا «همایش هولوکاست تهران»، مجمع جهانی سازمان ملل متحد در بیانیه‌ای در ژانویه ۲۰۰۷ برگزاری این همایش را محکوم کرد.
نظام جمهوری اسلامی ایران تنها حکومتی بود که از بیانیه سازمان ملل در محکوم کردن نسل‌کشی در جریان هولوکاست، پشتیبانی نکرد.

## تقلب چندمیلیونی در انتخابات و تغییر دادن آرای مردم
به گفته مسئول وقت مرکز آمار یعنی حسین لاجوردی، در همه‌پرسی ۱۲ فروردین ۱۳۵۸، تقلبی «چند میلیونی» صورت گرفته‌است.
همان گونه که در اعتراض به تقلب گسترده در انتخابات سال ۱۳۸۸ نیز اعتراضات خیابانی سراسری دوساله‌ای (از سال ۱۳۸۸ تا ۱۳۹۰) برگزار شد که با کشته شدن شمار قابل توجهی از مردم معترض، به پایان رسید.

## گسترش مواد مخدر و افزایش شمار معتادان
بر پایهٔ برخی از آمارها در سال ۱۴۰۰ و در دورهٔ نظام جمهوری اسلامی ایران بیش از ۱۲ میلیون معتاد به مواد مخدر در ایران هست که ۴ میلیون و ۵۰۰ هزار تن از آن‌ها جزو مصرف‌کنندگان دائمی هستند و نیز ۱۰ درصد از معتادان، زنان بوده و هزاران تن از آنان نیز کودکان هستند.
ایران، یکی از مهم‌ترین گذرگاه‌های قاچاق مواد مخدر در جهان است و بیشتر مواد مخدر تولیدی در کشورهای توسط سپاه پاسداران انقلاب اسلامی به کشورهای اروپایی قاچاق می‌شود.
در همین راستا و در یک گزارش محرمانه سازمان ملل متحد در خرداد ۱۳۸۸، تصریح شده که حکومت جمهوری اسلامی ایران، بزرگ‌ترین قاچاقچی مواد مخدر در جهان است.
یکی از دلایل اصلی مخالفت حکومت جمهوری اسلامی با تصویب لوایح FATF، تن ندادن به حسابرسی دربارهٔ نقش سپاه پاسداران در زمینهٔ قاچاق مواد مخدر و نیز پول‌شویی منابع حاصل از آن است که حسن روحانی (یکی از رئیسان جمهور حکومت پیش‌گفته) درین باره، به گونهٔ کنایی و غیر مستقیم، گفته بود:
«وقتی مواد مخدر هست، پول کثیف هم هست، این پول کثیف کجا می‌رود؟! یعنی یک گوشه و کناری [دارد] پول‌شویی انجام می‌گیرد».

## مخالفت با خرید واکسن کرونا
عفو بین‌الملل، دستور سید علی خامنه‌ای دربارهٔ ممنوع کردن خرید واکسن ساخت بریتانیا و آمریکا را بازی با جان میلیون‌ها ایرانی و نیز شرم‌آور، اعلام کرد.

## به خطر انداختن سلامتی مردم با ارسال پارازیت
دولت ایران به میثاق حقوق مدنی و سیاسی و میثاق حقوق اجتماعی و اقتصادی سازمان ملل متحد پیوسته و این میثاق‌ها در حکم قوانین داخلی هستند. مطابق این میثاق‌ها دولت جمهوری اسلامی باید شرایط بهداشتی و زیست‌محیطی استاندارد را برای شهروندانش فراهم کند اما با ارسال پارازیت برای اختلال در دریافت امواج ماهواره عامدانه سلامت مردم کشور ایران را به خطر انداخته‌است.

## کوتاهی در قانونی کردن لایحه حمایت از زنان در برابر خشونت
دبیرکل حزب اتحاد ملت ایران اسلامی در توییتی نوشت: «مونا حیدری این بار در خوزستان، قربانی دیگر قتل‌های ناموسی می‌شود؛ چرا که لایحه تأمین امنیت زنان (لایحه حمایت از زنان در برابر خشونت) پس از سال‌ها رفت و برگشت بین نهادهای مسئول [جمهوری اسلامی] معطل مانده‌است». وی به سرانجام نرسیدن لایحه رومینا و تئوریزه و بازتولید شدن خشونت بر ضد زنان را از دلایل تکرار قتل‌های ناموسی دانست.
.
برخی از فعالان حقوق زنان، متهم ردیف اول پرونده قتل مونا حیدری (قتل ناموسی در ایران) را حکومت دینی‌ای دانستند که این‌گونه قتل‌ها را مجاز می‌شمارد.
بر طبق ماده ۳۰۲ قانون مجازات اسلامی ایران، در صورتی که شوهری، زن خود را هنگام رابطه جنسی با مرد بیگانه مشاهده کند و یقین داشته باشد که این رابطه جنسی، از روی اجبار نیست، می‌تواند با کشتن همسر خود و مرد بیگانه، از مجازات در امان باشد.

## روش‌های نقض حقوق بشر

### نقض آزادی اینترنتی
یکی از روش‌های پایان دادن به اعتراضات به ویژه سراسری (از جمله در اعتراضات سال‌های ۱۳۸۸، اعتراضات دی ۱۳۹۶ ایران و اعتراضات آبان ۱۳۹۸ ایران)، قطع نمودن اینترنت به گونه موقت و نیز فیلتر یا مسدود کردن شمار قابل توجهی از تارنماها… ست.
بر پایه برخی از منابع، خاموشی‌های اینترنتی توسطنظام جمهوری اسلامی ایران و در برابر اعتراضات آبان ۱۳۹۸ ایران تا اعتراضات تابستان ۱۴۰۰ ایران بارها رخ داده‌است.

## اقدامات بر ضد جمهوری اسلامی ایران
جان بولتون، مشاور امنیت ملی ایالات متحده آمریکا در یک مصاحبه رادیویی در ۲۱ فروردین ۱۳۹۸ گفت «قاسم سلیمانی خطرناک‌ترین انسان جهان است، او و سپاه پاسداران را دست‌کم نگیرید.»
پس از حمله هوایی ۲۰۲۰ به فرودگاه بین‌المللی بغداد و ترور قاسم سلیمانی، تد کروز سناتور آمریکایی در ۴ ژانویه ۲۰۲۰ درباب مرگ او ابراز خرسندی کرده و گفت: «پایان کار قاسم سلیمانی، عدالتی فرخنده است که پس از مدت‌ها سرانجام اجرا شد؛ عدالتی برای هزاران آمریکایی که توسط نیروهایش که تحت کنترل ایران بودند در سراسر خاورمیانه کشته یا زخمی شدند و نیز برای صدها هزار سوری و عراقی سُنی که توسط شبه‌نظامیان او پاکسازی قومی شده بودند.»

### واکنش‌های بین‌المللی و داخلی به نقض حقوق بشر توسط جمهوری اسلامی
- بر پایه گزارش دیده‌بان حقوق بشر، عاملان کشتار و سرکوب معترضان در (جمهوری اسلامی) ایران از مصونیت برخوردارند.[۳۴۷]

- ۳ آوریل ۲۰۲۵ در جلسه رای‌گیری شورای حقوق بشر سازمان ملل در ژنو، قطعنامه‌یی درباره وضعیت حقوق‌بشر در ایران و تمدید مأموریت مای ساتو، گزارشگر ویژۀ این شورا در امور ایران و کمیتۀ حقیقت‌یاب اعتراضات ایران با ۲۴ رأی موافق، ۸ مخالف، ۱۵ رأی ممتنع  به تصویب رسید.[۲۰][۲۱][۲۲]

### برخی از زندان‌های مهم مربوط
- زندان اوین
- زندان رجایی‌شهر
- بازداشتگاه کهریزک
- بازداشتگاه ۵۹ سپاه پاسداران
- بازداشتگاه ۲۰۹
- زندان قرچک
- زندان فشافویه
- زندان توحید
- زندان عادل‌آباد

### برخی از زندانیان برجسته
- نسرین ستوده
- نرگس محمدی
- شیرین عبادی
- آتنا دائمی
- آتنا فرقدانی
- شکوفه یداللهی
- شیما بابایی
- سهیلا حجاب
- بهاره هدایت
- زهرا کاظمی
- زینب جلالیان
- عاطفه رجبی سهاله
- سکینه محمدی آشتیانی
- دلارا دارابی
- نازنین فاتحی
- گلرخ ایرایی
- آرش صادقی
- سهیل عربی
- کامیار و آرش علایی
- عمادالدین باقی
- کوهیار گودرزی
- مجید توکلی
- مهدی محمودیان
- کسری نوری
- نوید افکاری

### برخی از ناقضان حقوق بشر در ایران
- سید روح‌الله خمینی
- سید علی خامنه‌ای
- صادق خلخالی
- سعید امامی
- سعید مرتضوی
- احمدرضا رادان
- محمدباقر قالیباف
- اسدالله لاجوردی
- محمد کچوئی
- داوود رحمانی
- سید ابراهیم رئیسی
- مصطفی پورمحمدی
- مرتضی اشراقی
- ابوالقاسم صلواتی
- حسینعلی نیری
- حمید نوری